# 브라질 축구 국가대표팀
브라질 축구 국가대표팀(포르투갈어: Seleção Brasileira)은 브라질을 대표하는 축구 국가대표팀으로 브라질의 축구 행정 기구인 브라질 축구 협회(CBF)가 관리·운영하며 남미 축구 최강팀이자 세계 축구 최강팀으로 손꼽힌다. 1916년 남미 축구 연맹 (CONMEBOL) 가맹국이 되었으며 1923년 국제 축구 연맹 (FIFA) 가맹국이 되었다. 대한민국과 가장 최근에 한 경기는 2022년 12월 6일에 열린 카타르 월드컵 16강전으로 대한민국이 1:4으로 패배했다. 브라질은 1950년 FIFA 월드컵 및 2014년 FIFA 월드컵의 개최국이었지만 두 대회 모두 우승하지는 못했다.
2002년 FIFA 월드컵에서 통산 5회째 우승을 달성한 이래 자국에서 개최한 2014년 FIFA 월드컵을 제외하고는 계속 8강에서 더 이상 올라가지 못하고 있다. 2014년 FIFA 월드컵조차 4강에는 올라갔으나 4강전에서 2002년 대회 이후 12년 만에 재회한 독일에 미네이랑의 비극이라는 수모를 당했다.

## 역사

### 초창기
브라질은 유럽 대륙을 제외하고 가장 먼저 축구를 도입한 나라 중 하나였다. 세계에서 가장 오래된 축구 대회인 남미 축구 선수권 대회의 초창기 멤버이기도 했는데, 당시엔 우루과이와 아르헨티나에 밀려 3위에 있었던 그리 강한 나라는 아니었다. 자국 대회에서 반짝 우승을 기록하기는 했지만 올림픽에서도 우루과이가 2연패하고 아르헨티나가 선전할 동안 손가락 빨고 바라보던 그런 처지에서 우루과이가 개최한 최초의 월드컵인 1930년 FIFA 월드컵에 참여하게 된다. (전세계 204개국 중 가장 먼저 월드컵 본선 진출 확정)

### 파란만장한 월드컵 역사
첫 월드컵의 초대 멤버로 참여해 톱시드를 받았지만, 유고슬라비아에 1:2로 패하여 출발이 좋지 못했다. 두 번째 경기에서 유고슬라비아가 볼리비아를 4:0으로 이기며 준결승 진출을 확정 짓고 브라질은 첫 대회에서 결국 탈락하게 되었는데, 그나마 마지막 경기에서 볼리비아를 4:0으로 누르고 월드컵 첫 승 신고는 했다.
두 번째 월드컵은 이탈리아에서 열렸다. 당시에는 비행 기술이 부족해 배로 대륙을 이동해야 했는데, 장장 2~3주나 걸리는 먼 거리를 배에 탑승하고 오면서 선수들은 멀미와 두통, 컨디션 저하를 호소했다. 이 상태에서 적응도 하지 못하고 그대로 경기를 치르면서 스페인에 1:3으로 패배, 단 한 경기만에 다시 짐을 싸고 고국으로 돌아가야 했다. 한 경기를 치르기 위해 왕복 한 달이 넘는 기간을 힘들게 이동해야 했던, 초창기 대표팀의 비애였다. 그나마 전력이 강하지 않았기에 아르헨티나보다는 조명을 덜 받았다. 아르헨티나 역시 스웨덴에 패하며 한 경기만에 돌아갔는데 전 대회 준우승팀 멤버들의 대다수를 이탈리아에 빼앗기고 그 이탈리아가 여러 편파 판정으로 우승을 차지해 훨씬 억울한 상황이었기 때문이다.
세 번째 월드컵에서 드디어 빛을 보기 시작했다. 또다시 유럽 국가인 프랑스에서 개최되자 초대 챔피언 우루과이와 전 대회 최다 피해자 아르헨티나를 비롯, 남미의 모든 국가들이 대륙 순환 개최 원칙과 이동 거리를 문제 삼아 기권하는 사태가 일어났다. 이 와중에 브라질만 꼿꼿이 월드컵에 참여, 16강(1라운드)에서 폴란드와 4 – 4로 비기고 연장전에서 세 골을 더 넣어 6 – 5로 이기고 8강(2라운드)에서 전 대회 준우승팀 체코슬로바키아와 1 – 1로 비기고 재경기 끝에 2 – 1로 승리하며 힘겹게 준결승에 올랐다. 폴란드와의 경기는 지금도 명승부로 꼽히지만 그만큼 치열한 경기였으며, 체코슬로바키아와 재경기까지 하면서 체력 부담도 심한 상황에서 무슨 이유에선지 이탈리아전을 앞두고 레오니다스 다 실바를 비롯한 주전 선수를 대거 빼는 행위를 저질렀다. 결국 이탈리아에 1 – 2로 패하며 3위 결정전으로 미끄러졌는데 어이없게도 결승 진출을 확신한 나머지 체력 안배를 위해 2진급 선수를 내보냈다고 한다. 결국 3위 결정전에서 스웨덴을 누르고 3위를 차지하는데 만족해야 했다.

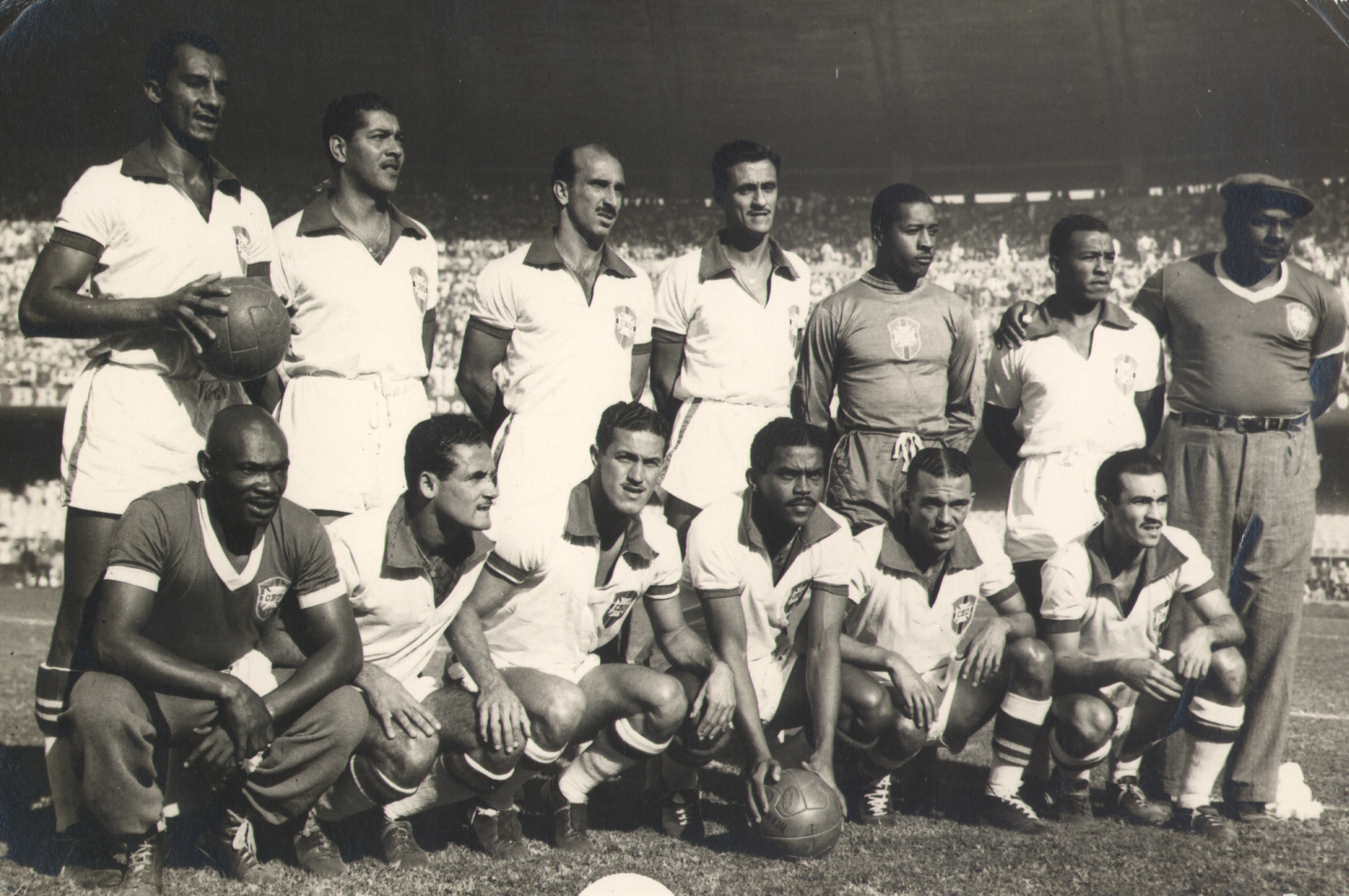
1950년 월드컵에서 브라질 선수 선정.

이후 2차대전으로 12년의 공백이 생겼고 1950년 FIFA 월드컵 개최권을 가져오는데 성공한다. 더불어 1949년 남미 축구 선수권 대회 개최에도 성공했는데, 당시 유력한 경쟁국이었던 아르헨티나가 이에 반발해 두 대회 모두 불참했다. 당시 남미 대회 3연패를 했던 남미 최강이 빠지면서 상대적으로 경쟁이 쉬웠고, 1949년 남미 축구 선수권 대회에서 에콰도르를 9 – 1, 볼리비아를 10 – 1, 콜롬비아를 5 – 0, 페루를 7 – 1, 우루과이를 5 – 1, 파라과이를 7 – 0으로 일방적으로 누르고 가볍게 우승컵을 들어올렸다. 너무도 현격한 경기력 차이로 남미를 제패하면서 1년 뒤 월드컵을 들어올리는 것은 어렵지 않아보였다. 당시 아르헨티나와 투톱을 이루던 우루과이는 홈팀 브라질에 1 – 5로 패하고 약체 볼리비아, 칠레, 페루에게도 깨지는 등 대회 6위, 2승 1무 4패로 추락하면서 한물갔다는 평을 받고 있었다.
그리고 대회가 시작했다. 한국의 6·25 전쟁과 동시에 시작을 알린 이 대회에서 브라질은 스위스와 비겼을 뿐 멕시코, 유고슬라비아를 가볍게 누르고 조 1위로 결승 리그 진출에 성공했다. 당시 우승컵 경쟁국은 잉글랜드, 우루과이, 이탈리아 정도가 있었는데 이탈리아는 수페르가 항공 참사를 거치면서 주전 선수를 대거 잃고 몰락해 결국 스웨덴에 패하며 짐을 쌌고, 잉글랜드 역시 아마추어 선수들로 구성된 미국에 0 – 1로 패하는 최악의 경기력을 선보이며 스페인에 밀려 떨어졌다. 우루과이만이 볼리비아를 8 – 0으로 누르고 단 한경기 치르고 결승 리그에 올라갔을 뿐이었다. 결승리그에서 브라질은 스웨덴을 7 – 1, 스페인을 6 – 1로 누르며 2연승으로 우승컵에 근접했고, 우루과이는 스페인과 2 – 2로 비기고 스웨덴에 3 – 2로 승리해 1승 1무로 최종전을 앞두고 있었다. 골득실차, 경기력, 홈팀이라는 여러 조건이 맞아 떨어져 브라질은 일찌감치 우승을 예견하고 있었고, 브라질 뿐만 아니라 FIFA 내에서도 금메달을 브라질 선수들에 맞춰서 미리 제작하는 등 사실상 브라질의 우승은 확정된 것처럼 보였다. 실제로 무승부만 거둬도 우승하는 상황이었고 이 때문에 모든 언론에서 설레발을 너무 크게 떨었는데, 결과는 뜻밖에도 우루과이에 1 – 2로 역전패하고 준우승에 그쳐서 결국 브라질 전체가 엄청난 충격에 휩싸이게 되었다.(마라카낭의 비극) 이로 인하여 브라질 유니폼이 전체 흰색에서 현재의 상의 노란색 및 하의 파란색으로 바뀌었고, 이 때 뛰었던 대표팀 선수들은 평생 역적 취급을 받으며 전 국민의 비난에 시달려야 했다. 자세한 내용은 마라카낭의 비극 참조.
이후 1954년 FIFA 월드컵에서 전 대회의 악몽을 씻기 위해 나섰으나, 멕시코에 5 – 0으로 대승했을 뿐 유고슬라비아와 연장전 접전 끝에 1 – 1로 비겨 골득실로 간신히 조 1위를 차지하고, 8강전에선 당대 최강 헝가리와 난투극 끝에 2 – 4로 패해 준결승에도 오르지 못했다.(베른의 전투) 당시 헝가리 선수들과의 패싸움은 전세계 언론에서 대대적으로 보도할 만큼 유명세를 탔고, 헝가리의 전력도 크게 손실을 입어 결국 준우승에 머물게 한 결정적 계기이기도 했다. 브라질의 월드컵 도전은 이 때까지만 해도 결코 녹록치 않아 보였다. 자세한 내용은 베른의 전투 참조.

### 펠레의 등장, 전설의 시작
남미 대회에선 우루과이, 아르헨티나라는 양대 산맥에 밀려 고전하고, 월드컵에서도 우승 문턱에서 여러 번 주저앉으며 좀처럼 위용을 보여주지 못하던 브라질에게 기회가 찾아왔다. 바로 1958년 FIFA 월드컵. 당시 17세 소년이었던 펠레의 등장을 알린 무대로, 펠레 뿐 아니라 자갈루, 디디, 바바, 가린샤, 니우통 산투스 등등 화려한 멤버들이 총집합한 강팀이었다. 좀처럼 정상에서 내려올 것 같지 않던 헝가리가 1956년 소련 침공으로 선수들이 뿔뿔이 흩어지고, 디팬딩 챔피언 서독도 당시만 반짝했을 뿐 우승권을 노릴 만한 팀은 아니었다. 전설의 골키퍼 레프 야신의 소련과 대회 13골을 터뜨린 쥐스트 퐁텐의 프랑스, 개최국 스웨덴 정도가 브라질을 위협할 상대로 여겨졌고 사실 뚜렷하게 우승컵을 가져갈 만한 팀은 보이지 않은 상황이었다.
조별 예선은 굉장히 어려웠다. 소련, 잉글랜드, 오스트리아라는 죽음의 조에 속했지만 전 대회 3위팀 오스트리아를 3 – 0으로 가볍게 제압하고 축구 종가 잉글랜드와 0 – 0으로 비겼으며 레프 야신을 상대로 2골을 몰아넣으며 2승 1무 조 1위로 8강 진출에 성공했다. 그러나 화려한 멤버에 비하면 경기력은 기대 이하였으며, 이대로라면 월드컵 우승은커녕 언제든지 무너질 수 있다는 비난을 듣는 형편이었다. 그 상황에서 벤치를 지키던 펠레가 무대 위로 등장하고, 8강 웨일스전에서 결승골을 터뜨리고 준결승 프랑스전에서 해트트릭을 기록하며 최연소 출전, 득점, 해트트릭이라는 놀라운 기록을 쌓으며 전세계 언론의 주목을 받았다. 결승전에서도 홈팀 스웨덴을 5 – 2로 대파하였고 펠레는 또다시 두 골을 몰아넣으며 브라질 사상 첫 월드컵 우승의 당당한 주역이 되었다. 당시 펠레와 가린샤가 지능 미달 판정을 받고 월드컵 참여가 불가능한 상황이 되었는데, 브라질 감독이 축구와 지능은 상관이 없다는 판단 아래 겨우 참여할 수 있었다. 이 당시 멤버 중 현재까지 가장 임팩트 있는 두 선수가 되었으니 감독의 판단이 신의 한 수라고 볼 수 있을 정도다.
월드컵 우승으로 브라질은 명실상부 세계 최강 팀이 되었다. 산토스에서 펠레가 맹활약을 펼치고 10대 후반에 이미 전설적인 선수 반열에 들어서면서 1962년 FIFA 월드컵에서도 우승후보 1순위로 주목을 받았다. 그러나 조별리그에서는 부진한 편이었는데, 당시만 해도 승점 자판기였던 멕시코에 2 – 0으로 힘겹게 이기고 체코슬로바키아와 0 – 0으로 비긴데다, 스페인에 0 – 1로 끌려가다 후반 막판 두 골을 몰아넣으며 겨우 역전승하며 불안한 출발을 보였다. 게다가 체코슬로바키아와의 경기에서 펠레가 부상을 입어 대회에서 아웃되었다. 펠레가 브라질의 핵심이었던 만큼 전력 누출이 상당히 심했는데 이 공백을 가린샤가 훌륭히 메워주었다. 소아마비로 양쪽 다리 길이가 다르고 지능도 8살 수준이었던 가린샤가 장애를 장점으로 살려 예측할 수 없는 드리블을 보여주면서 드리블의 마술사란 별명을 얻었으며, 8강과 준결승에서 잉글랜드, 칠레를 상대로 홀로 두 골씩 몰아넣으며 결승 진출에 견인했다. 칠레와의 경기에서 경고 누적을 받아 결승전에 출전하지 못 할 상황이 되자 상대팀인 체코슬로바키아가 오히려 가린샤의 출전을 지지하면서 결승에 나올 수 있었고, 조별예선에서 무승부를 거둔 체코슬로바키아를 3 – 1로 잡으면서 2연속 우승컵을 들어올렸다.
이탈리아와 더불어 2연속 우승은 브라질이 유이하고, 펠레와 가린샤를 비롯한 선수들의 이름만 들어도 감탄사가 나올 선수들이 쏟아졌던 브라질이지만 유독 남미 대회만큼은 부진했다. 월드컵 1년 전후(1957, 1959) 대회에서 모두 준우승을 기록하며 1949년 이후 코파 아메리카와는 인연이 없는 상황이 계속되었다. 게다가 워낙 브라질 국가대표팀의 지명도가 하늘을 찌르던 상황에서 상대팀의 견제는 점점 더 심해져 브라질 선수들은 매 경기마다 목숨을 내놓고 뛰어야 할 정도가 되었다. 당시만 해도 선수 교체, 카드 제도가 없었기 때문에 한 번 부상을 입히면 그대로 아웃시킬 수 있어서 상대팀들은 공을 보고 달려들지 않고 선수를 보고 달려드는 경우가 많았는데 이 때문에 1966년 FIFA 월드컵에서 큰 피해를 입었다.
3연속 우승, 줄리메컵 영구 소유의 꿈을 안고 잉글랜드로 출발한 브라질 대표팀은 첫 경기에서 펠레와 가린샤의 골로 불가리아를 2 – 0으로 잡았다. 그러나 불가리아 선수의 거친 태클로 펠레가 시즌 아웃 수준의 치명적인 부상을 입고 만다. 선수 생활이 끝날 만큼 심각한 부상을 입어 더 이상 경기에 나설 수가 없었고 다음 경기에서 헝가리에 1 – 3으로 패하고 만다. 1승 1패로 탈락 위기에 놓인 브라질은 2승으로 질주중이었던 돌풍의 팀 포르투갈전을 대비해 부상이 심한 펠레를 억지로 투입 시켰지만 제대로 걷기도 힘든데 경기를 할 수 있을 리가 만무했고, 또다시 1 – 3으로 패하며 예선 탈락했다. 브라질 내부에서는 강력한 반발에 휩싸였고 펠레 본인 또한 선수 생활의 회의를 느끼고 국가대표 은퇴 선언과 동시에 선수 보호 제도를 만들어 달라고 강력히 요구했으며, 다음 대회인 1970년 FIFA 월드컵부터 선수 교체, 카드 제도가 도입되어 페어 플레이를 할 수 있는 기틀이 마련되는 계기가 되었다.
대망의 1970년 FIFA 월드컵. 펠레가 우여곡절 끝에 국가대표팀 복귀를 선언하고, 지역예선에서 6전 전승으로 올라오는 강력한 경기력을 보여주면서 기대감을 높였다. 감독 또한 2연속 우승팀의 주장이었던 자갈루를 감독으로 선임하고 펠레와 토스탕이 투톱으로 호흡을 맞추고 이들을 전천후 플레이 메이커로 만드는 등 이전에는 볼 수 없었던 전형으로 바꾸면서 대회에 참가했다. 당대 최고의 선수들이지만 펠레의 기량에 묻혀 제대로 뛸 수 없었던 상황을 조화롭게 해결하면서 당시 브라질은 어느 누구도 이길 수 없는 팀이 되었다.
과감한 시도 또한 성공하여 조별리그에서 디팬딩 챔피언인 잉글랜드, 8년 전 준우승팀이자 6년 뒤 유로 우승팀인 체코슬로바키아, 동유럽의 복병인 루마니아라는 죽음의 조를 만났음에도 3전 전승으로 무난하게 8강에 올랐고 특히 디팬딩 챔피언이었던 잉글랜드와의 경기는 지금까지도 명승부로 꼽히는 훌륭한 경기력을 양팀 모두 보여주기도 했다. 8강에선 쿠비야스의 페루를 4 – 2로 누르고 준결승에 올라, 20년 전 마라카낭의 비극을 안긴 우루과이에게 3 – 1로 깔끔하게 복수하며 결승에 올랐다. 우루과이전을 앞두고 주장 펠레가 선수들을 불러모아 "월드컵 우승을 못 해도 좋으니 우루과이만큼은 꼭 이기자."고 했던 일화는 유명하다. 결국 가볍게 이기고 결승전에서도 준결승에서 서독과 치열한 혈투 끝에 올라온 카테나치오의 이탈리아를 4 – 1로 일방적으로 누르고 우승을 차지, 줄리메컵을 영구 소유하게 되었다. 줄리메컵은 1983년 리우데자네이루에서 도둑맞아 아직도 찾지 못하고 있지만, 이들은 지금까지도 1924~1930년의 우루과이, 1950~1956년의 헝가리, 2008~2012년의 스페인과 더불어 세계 최강으로 손꼽히고 그 중에서도 최강팀으로 회자되는 전설적인 팀이 되었다.

### 전설의 끝, 암흑기의 도래
줄리메컵 영구 소유와 펠레, 토스탕, 자이르지뉴, 히벨리누로 이어지는 준결승 편대는 1971년 펠레 은퇴, 1973년 망막 병리라는 희귀병으로 토스탕이 은퇴하면서 끝을 맺었다. 이 당시 뛰었던 황금 세대 다수가 은퇴하고 세대 교체가 진행되면서 전력이 급속히 악화되었고, 설상가상으로 아약스의 3연패로 토털사커 시대가 문을 열면서 브라질의 위상은 크게 흔들렸다.
1974년 FIFA 월드컵에서는 축구계의 흐름 변화를 따라가지 못해 이전과는 너무도 다른 무기력한 모습을 보여주었다. 당시 남미에는 토털사커가 소개되지 않았고 유럽에서는 이미 크루이프, 베켄바우어를 중심으로 이런 전술적 기류에 적응된 상황이었다. 조별예선에서도 그리 강한 상대를 만나지 않았는데도 아프리카의 자이르만 3 – 0으로 이겼을 뿐 유고슬라비아, 스코틀랜드와 0 – 0 무승부를 기록하면서 조 2위로 8강에 올랐다. 8강 2차리그에서 동독을 1 – 0으로 겨우 잡고 아르헨티나를 2 – 1로 이기며 준결승은 확보했지만 요한 크루이프의 네덜란드에 0 – 2로 패하며 3위 결정전에 진출, 2년 전 올림픽 금메달의 주인공 폴란드에 0 – 1로 패하며 최종 4위로 대회를 마감했다. 일단 준결승이라는 기록은 준수했지만 7경기에서 단 6득점에 그쳤다. 현재까지도 브라질이 월드컵에서 한 경기당 1득점도 올리지 못한 건 이 대회가 유일할 정도로 형편없는 공격력을 보였다. 전 대회에서 공격적인 화력으로 전승우승한 것과 비교할 수 밖에 없는 상황이었고, 그나마 안정적인 수비를 내세워 올라간 덕에 4년 전과는 전혀 다른 팀이 되어버렸다. 감독은 공교롭게도 4년 전과 같은 마리오 자갈루였지만 선수의 변화에 따라 수비적으로 전술을 변화시킬 수 밖에 없었던 것이다. 결국 브라질 열혈팬들의 살인 협박과 피묻은 편지가 배달되고 자갈루를 포함해 당시 선수들이 이민을 생각할 정도로 파장이 1950년 FIFA 월드컵 못지 않게 컸다고 한다.
이 부진은 코파 아메리카에서도 이어져 8년만에 부활한 1975년 코파 아메리카에서 결승에도 오르지 못했고, 1978년 FIFA 월드컵에서도 3경기 2득점의 부진한 경기력으로 8강에 오른다. 8강에서 그나마 페루를 3 – 0, 4년 전 패배를 안겨줬던 폴란드에 3 – 1로 복수하며 경기력을 끌어올렸지만 4골차 이상의 승리가 필요한 아르헨티나가 페루를 6 – 0으로 잡으면서 2승 1무를 하고도 또다시 조 2위에 그쳐 2연속 준결승에 올랐다. 3년 전 남미 대회 우승팀이자 조 예선에서 네덜란드를 누르고 올라온 페루가 무기력하게 0 – 6으로 패했기에 브라질에서 의심할 수 밖에 없는 상황이었으며 페루 측은 부인했지만 아직 까지도 승부 조작 논란으로 시끄러운 경기이기도 하다. 역으로 아르헨티나에서도 브라질이 페루 선수들을 매수했다는 기사를 내보냈지만 이 뿐만 아니라 다른 경기에서도 갖가지 방법으로 조편성 조작과 편파 판정으로 우승컵을 들어올렸기에 이전의 부진한 경기력은 모두 아르헨티나 승부조작 논란에 묻혀 가려졌다. 3위 결정전에서 이탈리아를 2 – 1로 역전승하고 3위를 차지하긴 했지만 사실 경기력도 훌륭한 편은 아니었으며 이렇다할 스타 플레이어가 나오지도 않았다.

### 다시 탄탄해진 선수층, 계속되는 부진
세대 교체의 실패는 드디어 1982년 FIFA 월드컵에서 막을 내린다. 하얀 펠레 지쿠, 그라운드의 마술사 소크라치스의 포텐이 제대로 터지면서 브라질은 대회 우승후보 1순위로 꼽혔으며, 이에 도전할 만한 팀은 디팬딩챔피언 아르헨티나, 유로 우승팀 서독 정도로 여겨졌다. 프랑스, 잉글랜드, 이탈리아, 소련은 우승하기엔 뭔가 부족한 팀 정도로 생각되고 있었다. 예상대로 조별예선에서 3전 전승으로 2라운드(12강) 진출에 성공한다. 첫 경기에서 강호 소련을 2 – 1로 이기며 순조롭게 출발해, 스코틀랜드를 4 – 1로 대파하고 뉴질랜드도 4 – 0으로 누르며 모처럼 강력한 공격력을 내뿜었다. 이 때까지만 해도 브라질의 우승을 의심하는 자는 거의 없었다.
그러나 2라운드 진출국이 가려지고 전세계는 경악했다. 줄리메컵의 주인공이자 우승후보 1순위 브라질, 디팬딩챔피언에 마라도나까지 등장한 아르헨티나, 역시 초창기 2연속 우승에 빛나는 이탈리아가 한 조에 속한 것이다. 월드컵에서 가장 성적이 좋은 넷 중 독일을 제외한 모든 나라가 같은 자리에 모였으니 실로 경악할 수준이었다. 당시 기준으로도 셋 모두 월드컵 우승 경험이 있는 나라들이었고, 최악의 조로 손꼽혀 누가 올라가도 이상하지 않을 정도로 평가되었다. 그러나 화려한 공격력으로 조에서만 10골을 터뜨린 브라질이 가장 유력한 준결승행 후보였고, 그 다음이 아르헨티나, 이탈리아 순이었다. 이탈리아는 조별예선에서 3무로, 심지어 첫 진출한 아프리카의 약소국 카메룬과도 비긴 나라였기 때문이다. 하지만 뚜껑을 열어보니 아르헨티나가 포클랜드 전쟁의 충격으로 그대로 몰락하고, 파올로 로시가 부활하면서 포텐이 터진 이탈리아의 승리였다. 아르헨티나는 이탈리아에 1 – 2, 브라질에 1 – 3으로 연패하며 탈락이 확정되어 브라질과 이탈리아 두 나라 싸움이었는데 로시가 헤트트릭을 기록하며 브라질을 한순간에 무너뜨렸다. 전 두 대회에서 기록한 골을 단 4경기만에(13득점) 터뜨렸던 막강 화력에도 단 한 번에 무너져 모두가 허탈해한 순간이었다.(데 사리아의 비극)
이 악몽은 다음 대회에서도 이어져 1986년 FIFA 월드컵에서도 조별예선 3전 전승, 16강에서 폴란드를 4 – 0으로 짓밟고도 플라티니의 프랑스와 시종일관 난타전 끝에 1 – 1 무승부로 경기가 끝났다. 승부차기에서 3 – 4로 패해 4승 1무라는 압도적인 성적으로도 준결승에 오르지 못했고, 이 대회를 끝으로 지쿠와 소크라치스가 국가대표를 은퇴하며 아쉽게 무대를 내려왔다.
1990년 FIFA 월드컵은 브라질 입장에선 말 그대로 흑역사다. 전조는 좋았다. 불과 1년 전 1989년 코파 아메리카에서 무려 40년만에 우승컵을 들어올리면서 부활을 알렸다. 예상대로 C조(스웨덴, 스코틀랜드, 코스타리카)에서 3연속 조별예선 3전 전승을 했고 16강전에서도 숙적 아르헨티나를 상대로 반코트하며 경기를 내내 압도하고 있었다. 그러나 골은 좀처럼 들어가지 않았고, 후반 35분 마라도나의 킬패스를 받은 클라우디오 카니히아가 그대로 결승골을 뽑으며 8강조차 오르지 못했다. 아르헨티나가 개막전에서 카메룬에 0 – 1로 패하는 충격적인 이변을 일으키며 조 3위까지 미끄러져, 하필 16강에서 브라질과 붙으면서 꼬이기 시작했고, 경기 내내 아르헨티나는 수비하기 급급하다 한 방의 역습이 그대로 골로 들어가면서 이긴 것이다. 이렇게 월드컵 우승은 브라질 팬들의 기억 속에서 점점 잊혀져가고 있었다.

### 화려한 부활, 20세기의 막을 내린 두 스타의 등장
80년대의 세 대회 연속으로 준결승에 오르지 못하고, 1993년 지역예선에서도 볼리비아에게 패하는 최악의 졸전을 거듭하며 간신히 조 1위로 본선에 진출했다. 1994년 FIFA 월드컵은 미국에서 열렸는데 브라질에게 지역 예선 패배는 이 월드컵이 처음이었고 브라질 내에서는 우승은커녕 조별리그 통과도 힘들다는 자조 섞인 목소리가 봇물처럼 흘러 나왔다. 그러나 브라질에는 떠오르는 신성 스타 호마리우가 있었다. 말도 많고 탈도 많았던 이슈메이커였지만 이 대회에서 무려 다섯 경기에서 골을 넣으며 브라질의 결승행을 견인했고, 베베투또한 매 경기 훌륭한 모습을 보여주며 특히 8강전인 네덜란드와의 경기에서 호마리우, 마지뉴와 함께 아기 어르는 세레모니로 전세계 축구 팬들에게 훈훈한 감동을 안겼다. 결승전에서 이탈리아와 0 – 0으로 연장전까지 골을 넣지 못해 사상 처음으로 결승전 승부차기에 돌입했고, 마르시우 산토스가 첫 골을 놓쳤지만 이탈리아의 바레시 역시 첫 골을 놓치고, 브라질 선수들이 연달아 세 골을 넣는 동안 이탈리아는 두 골을 넣고 한 골을 실축했다. 그리고 마지막 주자는 이탈리아를 결승에 진출시킨 영웅 로베르토 바조였는데, 로베르토 바조의 슛이 실축되면서 브라질의 우승이 확정되고, 로베르토 바조는 조별예선에서 부진했던 이탈리아를 결승전까지 진출시킨 영웅임에도 불구하고 오히려 자국에서 "우승을 브라질에게 빼앗기게 만든 원흉"이라며 엄청난 비난에 시달리고야 말았다.
사상 처음으로 네 번째 우승을 달성한 브라질은 전국적인 축제 분위기였고 호마리우, 베베토도 영웅 대접을 받았지만 정작 평가는 그리 좋지만은 않았다. 개인기와 공격력을 무기로, 화려함으로 일컬어지는 브라질 특유의 축구 색깔과 거리가 멀었던 탓에 우승을 해놓고도 국내에서의 평가는 의외로 비판적인 것이 많았고, 무패 우승이었는데도 지금까지 브라질의 다섯 번 우승 중에 가장 저평가된 우승으로 남아있다.
이 대회에서 우승이 확정되자 벤치에서 조용히 박수만 치고 있는 소년이 있었다. 그 소년이 바로 호나우두로, 공교롭게도 펠레가 첫 출전한 대회와 나이가 같았다. (둘 다 만 17세) 물론 첫 대회에서 헤트트릭 포함 6골을 뽑아내고 우승컵의 주역이었던 펠레와는 달리 한 경기도 뛰지 못하고 벤치 신세만 졌지만, 대회 직후 네덜란드의 PSV로 이적하며 신화를 써내려가기 시작했다. 네덜란드 리그 득점왕에 이어 96년 바르셀로나 진출해 시즌 47골을 뽑는 대활약으로 또다시 리그 득점왕을 차지했고, 1997년 코파아메리카에서도 6경기 5득점으로 득점왕에 오르고 같은 해 코파 아메리카에서도 우승컵을 들어올리며 전세계적인 스타로 떠올랐다. 고작 19~21살의 나이로 가는 곳마다 화려하고 유니크한 경기력을 선보이며 브라질 축구의 새로운 상징으로 떠올랐고, 전성기의 펠레와 비견될 정도로 한 몸에 기대를 받고 있었다. 게다가 호마리우도 아직 건재했고, 베베토의 기량도 물이 올라있는 상황에서 프랑스가 개최한 1998년 FIFA 월드컵을 맞이한다.
펠레 이후 브라질이 배출한 최고의 스코어러, 제 2의 펠레라는 말이 아깝지 않을 만큼 그라운드에서 날아다녔던 두 선수가 모두 모인 브라질은 당연히 우승후보 1순위였다. 두 선수 모두 기량이 절정에 올랐지만, 호마리우가 부상으로 낙마하면서 차질이 생기게 된다. 그래도 에인트호벤, 바르셀로나, 인터 밀란을 거치며 전세계의 주목을 한 몸에 받는 호나우두가 예상대로 활약해주면서 개막전부터 스코틀랜드전 2 – 1 승 모로코전 3 – 0 승리로 일찌감치 16강 진출을 확정짓는데 성공한다. 노르웨이와의 마지막 경기에서 1 – 2로 역전패를 당하긴 했지만 그래도 조 1위를 했던 만큼 그리 중요한 경기는 아니었으며, 16강에서 칠레를 4 – 1로 누르고 8강에서 덴마크도 3 – 2로 이기며 순조롭게 준결승에 올랐다. 거스 히딩크가 이끈 네덜란드를 상대로 박빙의 명승부를 펼치며 1 – 1로 경기 종료, 승부차기에서 네덜란드를 꺾고 결승에 올랐다. 호나우두는 모로코전 선제골, 칠레전 두 골, 네덜란드전 골과 PK까지 넣으며 브라질 결승 진출에 견인했지만 결승전인 개최국 프랑스와의 경기를 앞두고 이유 모를 복통이 찾아왔고, 결국 전반전에서 지네딘 지단에게 두 골, 후반전에서 에마뉘엘 프티에게 한 골을 얻어맞으며 0 – 3으로 대패하고 말았다. 우승컵을 개최국 프랑스에게 갖다 바친 역대 결승전 최악의 패배로 자국에서 비난 여론이 많았지만, 우승에 대한 부담감으로 여러 번 진통제 주사를 맞고 정신적 스트레스와 약물 부작용이 겹치면서 하필 결승전 직전에 병이 터진 것이었다. 결국 2연속 우승에는 실패하여 개최국 프랑스에게 우승컵을 내주고 준우승에 만족해야 했다.
이후의 앞길도 역시 순탄치는 않았다. 1999년 코파 아메리카에서 우루과이를 누르고 사상 첫 2연속 우승을 달성하기는 했지만 2000년 초 호나우두에게 치명적인 부상이 찾아오면서 2년의 공백이 생긴 것이다. 또한 기량이 많이 하락했던 호마리우는 더 이상 뽑히지 못했으며 지역예선에서 볼리비아, 파라과이, 에콰도르 등에게 연패하며 예선탈락 위기까지 갔다가 막판에 겨우 승리를 챙기고 최종 3위로 본선에 진출했다. 브라질 역대 최악의 지역예선 결과로 실제로 6위 콜롬비아와의 승점 격차가 단 3점이었다. 1994년보다도 더한 부진이었고 설상가상으로 2001년 컨페더레이션스컵에서도 4위에 그치자 감독을 루이스 펠리피 스콜라리로 교체하는 강수를 두기도 했다. 대내외적으로 브라질은 질타를 많이 받았으며 영원한 우승후보에서 거의 처음으로 우승 후보 반열에 빠질 정도로 평가가 내려갔던 시기였다. 그러나...

### 이제는 또다른 전설, 3R
대한민국과 일본이 공동으로 개최한 2002년 FIFA 월드컵이 열렸다. 당초 우승후보로는 프랑스, 아르헨티나가 투톱이었고 이탈리아, 포르투갈, 스페인 정도가 그 뒤를 따랐으나 개막전부터 세네갈이 프랑스를 1 – 0으로 이기는 대이변을 일으켜서 결국 프랑스가 침몰하고 아르헨티나도 죽음의 조에서 살아남지 못했다. 반면에 브라질은 개막을 두 달 앞두고 복귀한 호나우두를 전격 투입했는데, 너무 오랜 공백 때문에 사실 어느 정도의 모습을 보여줄지는 아무도 몰랐다. 이미 한물갔다는 평가도 있었고 그 전에 훌륭한 선수를 두고도 너무 부진했던 탓에 우승 후보 반열에선 한 발 물러나 있었다. 단 하나, 대진운은 좋았다. 8강전까지 브라질에 대적할 상대는 아무도 없었기 때문이다. 첫 경기에서 48년만에 올라온 터키에 오심으로 2:1의 진땀승을 거둔 후, 최약체 중국을 4 – 0, 북중미의 복병 코스타리카를 5:2로 꺾고 3연승으로 16강에 진출했다.
호나우두가 놀라운 경기력을 보여주며 세 경기 모두 득점에 성공하고, 양 옆을 히바우두와 호나우지뉴가 감싸는 3R 공격진이 물오른 공격력을 보여주며 80년대 이후 최고의 공격적인 브라질로 변화했다. 약팀이긴 했지만 세 경기에서 11골이 나왔고, 3R의 공격진 뿐만 아니라 미드필드의 카를로스, 카푸, 수비진의 주니오르, 루시우, 에드미우송 역시 안정적인 경기력을 보여주면서 16강전에서 벨기에를 2 – 0으로 누르고, 8강에서 미리 보는 결승전으로 불리기도 하였던 잉글랜드마저 2 – 1로 역전승하고 준결승에 올랐다. 8강전 당시 호나우지뉴가 화려한 개인기로 동점골 어시스트, 프리킥 역전골을 뽑고 다이렉트로 퇴장하는 원맨쇼를 펼치며 전세계에 강한 인상을 남기기도 했다. 준결승에서는 조별리그에서 만났던 터키와 다시 만나 1 – 0으로 이기고 결승에 진출, 결승전에서 녹슨 전차로 지탄을 받기도 했던 당시의 독일을 2 – 0으로 꺾으며 1970년 FIFA 월드컵에 이어 두 번째로 전승우승의 신화를 달성했다. (다만, 지역예선까지 합하면 전승우승은 1970년이 유일하다.) 또한 호나우두는 2년의 공백을 깨고 8골을 뽑아내 78년 이후 이어져 오던 한 대회 6골 징크스를 박살냈으며, 아직까지도 70년대 이후 한 대회에서 6골 이상 뽑아낸 선수는 74년 라토(폴란드), 02년 호나우두(브라질)가 유이하다. 특히 그는 중국과의 조별리그 2차전을 마친 후 "경기당 1골씩 넣겠다."라는 유명한 말을 남기기도 하였으며, 실제로 잉글랜드를 제외한 모든 상대팀과의 경기에서 1골 이상을 넣었다.
7경기 18득점이라는 가공할 화력으로 화려함이라는 수식어에 확실하게 발도장을 찍었던 대회였지만, 브라질에게는 1994년 FIFA 월드컵 이상으로 대진운이 좋았다고 말해지고 2002년 FIFA 월드컵에서 터키와 독일마저도 대진운이 좋아서 8강전에서 각각 세네갈과 미국, 준결승전에서 브라질과 대한민국을 만나 각각 준결승과 준우승이라는 성적을 거둔 것을 보면, 2002년 FIFA 월드컵에서 브라질에게 그나마 상대가 되었던 팀이 잉글랜드 하나 뿐이었다는 평가 역시 존재한다. 어찌되었던 두 번째 전승우승 신화를 일구어낸 화려한 컬러의 브라질은 이 때가 마지막으로 절정을 이루었으며, 지금까지도 이 당시를 넘지 못하고 있다는 것은 그만큼 3R의 화력이 대단하다는 것을 말해주었다. 온통 비아냥뿐이었던 브라질을 다시 축구의 대명사로 남게 해준 대회였음은 부정할 수가 없었다.

### 환상의 4중주로 끝난 화려함, 실리축구의 시작
월드컵 이후로 호나우두가 완벽하게 부활하고, 호나우지뉴는 가는 곳마다 엄청난 활약을 하며 외계인이라는 별명이 붙었다. 신예 카카 역시 상당한 기량으로 유망한 선수로 자리잡고 인테르를 부활시킨 아드리아누까지, 속칭 환상의 4중주라 불리었던 브라질의 막강 공격진은 누가 봐도 세계 최강이었다. 네임벨류에 걸맞게 2004 코파 아메리카 우승, 2005 컨페드컵 우승, 남미 지역예선 1위 통과 등등 브라질이 2006년 FIFA 월드컵 우승후보 1순위임을 부정하는 사람은 아무도 없었다.
그러나 시작부터 삐걱거렸다. 크로아티아를 상대로 1 – 0으로 힘겹게 이기더니 호주한테도 2 – 0, 일본에게 초반 고전하며 선제골을 얻어맞기까지 하는 등 출발이 좋지 못했다. 결국 4 – 1로 대승하며 3전 전승으로 16강에 올랐지만 공격진의 명성에 비교하면 다소 저조한 득점력이었고 선수간의 호흡이 맞지 않는다는 평가를 받았다. 16강에서 가나를 3 – 0으로 이겼지만 경기 내용은 오히려 가나가 앞선다는 소리를 들을 정도였으며, 게다가 아드리아누의 두 번째 골은 오프사이드였는데 골로 인정된 것이었다. 결국 프랑스와의 8강전에서 늙은 수탉이라 조롱받았던 지네딘 지단이 폭발하면서 티에리 앙리에게 결승골을 맞고 0 – 1로 패배하여 그대로 짐을 쌌다. 당연히 우승을 할 것이라고 생각했던 브라질 축구팬들은 분노하였고, 고향에 세워졌던 호나우지뉴 동상이 파괴당하는 수모를 겪기도 했다. 8강전에서 브라질은 1998년 FIFA 월드컵 결승전 이후 8년 만에 8강에서 프랑스에게 또다시 패배를 당함으로써 브라질에게 프랑스라는 새로운 천적을 보여준 경기였다.
공수 밸런스가 너무 맞지 않고 세계 최고의 선수들이 한 자리에 모인 것이 제대로 조화를 이루지 못해서 8강에 그쳤다는 평이 많았다. 그 영향인지 브라질의 감독은 실리축구를 지향하는 둥가가 선임되었으며 이전까지의 화려한 색채를 버리고 철저히 실리를 챙기는 전술로 돌아섰다. 덕분에 무난하게 2007 코파아메리카 우승, 2009 컨페드컵 우승, 남미 지역예선 1위를 또다시 차지하기는 했지만 브라질 팬들은 오히려 재미없는 경기력에 강한 비난을 쏟아냈다. 2010년 FIFA 월드컵 때, 브라질 감독으로 부임한 둥가는 "결과로 증명할 것"이라고 호언장담을 하였지만, 월드컵 첫 경기에서 북한에 2 – 1로 힘겹게 이긴 데 이어, 코트디부아르와의 경기에서는 루이스 파비아누가 핸들링 반칙으로 넣은 두 번째 골을 득점으로 인정하는 오심 논란 덕에 3 – 1으로 승리하고 포르투갈과의 경기에서는 32년 만에 조별리그 무득점 0 – 0의 무승부를 거두며 조별예선부터 실망스러운 경기력을 보였다. 16강전에서 칠레에게 3 – 0으로 승리하기는 했지만, 결국 8강전에서 네덜란드에게 1 – 2로 역전패를 당했다. 이 역전패는 브라질의 80년 월드컵 도전사 중 1950년 FIFA 월드컵 결승전에서 우루과이에게 1 – 2로 역전패를 당한 것(마라카낭의 비극)과 1998년 FIFA 월드컵 조별리그 3차전에서 노르웨이에게 1 – 2로 역전패를 당한 것에 이은 세 번째 역전패였으며 이로 인하여 둥가 감독의 시대도 한동안 막을 내리게 되었다.

### 제2의 암흑기
이후 2011년 코파 아메리카에서도 8강에 그친 실패를 맛보고 나서 또다시 암흑기에 빠지기 시작했고, 신성 네이마르를 앞세워 2013 컨페드컵 우승을 노렸으나 결승에서 디펜딩 챔피언이자 유로까지 3관왕을 차지한 스페인한테 1 – 3으로 패해 63년전의 안방 비극을 되풀이하고 말았고 선수층도 네이마르나 치아구 시우바 정도를 제외하면 그렇게까지 이름난 선수가 없을 정도로 브라질 사상 역대 최악의 선수풀이었고, 분위기를 다 잡아줄 이렇다할 고참도 없었다. 게다가 64년만의 월드컵 개최로 복지 예산을 무리하게 월드컵 준비에 쏟아붓는 바람에 내적으로 강렬한 비난에 시달리고 축구의 나라 브라질에서 월드컵 개최를 반대하는 시위에 100만명이 참여할 정도로 어수선한 상황이었다. 브라질 선수들의 부담은 극에 달했고 이런 상황에서 개막이 시작되었다.
2014년 FIFA 월드컵 경기 크로아티아전에서 3 – 1로 이기기는 했지만 첫 골이 마르셀루의 자책골이었고 1 – 1 동점상황에서 프레드의 헐리우드 액션으로 얻은 페널티킥으로 앞서나갔을 뿐더러 일본 출신인 니시무라 유이치 주심의 연이은 편파 판정으로 이겼다는 평이었다. 이 때문에 크로아티아에서는 난리가 났고 심판에 대한 격렬한 항의는 물론 브라질에 대한 비난까지 나올 정도였다. 두 번째 멕시코전에서도 수없이 많은 슈팅을 날리고도 기예르모 오초아의 신들린 선방으로 결국 0 – 0으로 비겨, 유럽과 아르헨티나, 우루과이를 제외한 팀에게 사상 처음으로 승점을 내주는 굴욕을 당했다. 여태껏 브라질의 제 3대륙(북중미, 아프리카, 아시아, 오세아니아) 월드컵 성적이 17전 17승이었는데 멕시코와의 무승부로 그 기록이 깨진 것이다. 그리고 미네이랑에서 벌어진 16강전인 네덜란드와의 경기에서 시종일관 앞섰음에도 불구하고 골을 제대로 넣지 못해 연장전까지 가고 연장전에서 오히려 역전골을 허용하는등 쉽게 수비가 뚫리며 전력에 구멍이 있음을 군데군데 암시했고, 결국 연장후반 막판에 동점골로 기사회생하여 승부차기 끝에 겨우 승리하면서 내적으로 많은 비판을 받았다. 운이 나빴으면 개최국인데 그것도 브라질인데 16강에서 떨어질 뻔한 것이었다.
그나마 앞서 치른 세 번째 카메룬전에서는 4 – 1로 대승을 거두기는 했지만 카메룬이 2패로 이미 조기 탈락이 확정된데다가 선수들의 내분까지 겹쳐 모든 것을 포기한 상황이었기에 그렇게 대승을 거둔 것이었고, 8강전에서는 콜롬비아를 2 – 1로 이기기는 했지만 그간 공격의 핵심이었던 네이마르가 콜롬비아 수비수 후안 카밀로 수니가에게 무릎 가격을 당해 허리 부상을 입고 아웃되었다. 수비의 중축이었던 치아구 시우바마저 경고 누적으로 준결승전에 출전하지 못하게 되어 전력 유출이 매우 심해졌고, 브라질의 영웅인 네이마르에게 부상을 입힌 수니가는 여러 차례 우려를 받기도 했다. 브라질 대표팀 내적으로 쌓인 문제가 비일비재하지만 이걸 공수의 핵이 캐리하면서 어떻게 어떻게 끌고 나가는 형태였는데 이 둘이 한 번에 빠진 상태에서 만난 상대는 독일, 경기 장소는 미네이랑이었다.
독일은 첫 경기부터 호날두의 포르투갈을 4 – 0으로 잡고 올라온 팀이었다. 요아힘 뢰프 감독의 안정적인 경기 운영으로 다소 주춤할 때도 있었지만 언제나 평균 이상의 경기력을 보여주는 끈끈한 팀이었기에 브라질로서는 어려운 상대였고, 12년만의 맞대결에서 브라질은 1950년 FIFA 월드컵 마라카낭의 비극을 훨씬 뛰어넘는 1 – 7의 대패를 당하고 말았다.(미네이랑의 비극) 브라질 대표팀 역사상 최다 점수차 패배, 90년만의 최다 실점, 역대 월드컵 준결승전 최다 점수차 패배, 역대 월드컵 준결승전 전반전 최다 실점, 역대 개최국 최다 점수차 패배는 물론이고 월드컵 최다 득점 선수를 호나우두에서 클로제에 넘겨주고, 역대 월드컵 최다득점 팀을 독일에 넘겨주는 기록이란 기록이 이 한 경기 때문에 모조리 바뀌고 만 것이다. 자세한 내용은 미네이랑의 비극 참조.
이 경기에서의 대패로 브라질 대표팀은 물론 브라질 전국민이 씻을 수 없는 상처를 입었고 브라질 곳곳에서 방화 및 약탈, 폭력 사태가 잇따르는 등 험악한 분위기가 연출되었으며, 이 대패의 후유증으로 인해 3위 결정전마저 제대로 된 경기를 하지 못하고 네덜란드에게 0 – 3으로 또다시 완패했다. 결과는 4위로 전, 전전대회보다 낫기는 했지만 브라질 대표팀을 평생 따라다닐 굴욕이 무려 준결승전과 3위 결정전에서 나왔던 만큼 최악의 수치스러운 대회로 마무리를 짓고 말았다. 또한, 당시 브라질 대표팀 감독이었던 루이스 펠리피 스콜라리는 브라질이 독일과 네덜란드에게 각각 1 – 7과 0 – 3으로 대패하여 4위에 그친 것에 대한 책임을 지고 사퇴하였고, 새 브라질 대표팀 감독으로는 2010년 FIFA 월드컵 당시 감독을 맡았던 둥가가 재신임되었다.

### 다시 회복하려는 자존심, 갑자기 찾아온 악재와 불운
4년여만에 다시 브라질 대표팀 감독 자리에 복귀한 둥가는 첫 경기인 콜롬비아와의 평가전을 하루 앞두고 허리 부상에서 회복한 네이마르를 브라질 대표팀의 새로운 주장으로 선임하였으며, 이 평가전에서는 주장이 된 네이마르의 결승골로 브라질이 1 – 0으로 승리하였다. 이후, 에콰도르를 1 – 0으로, 숙적 아르헨티나를 2 – 0으로, 일본과 터키를 각각 4 – 0으로, 오스트리아를 2 – 1로, 프랑스를 3 – 1로, 칠레를 1 – 0으로 잇달아 승리하며, 지난 월드컵 준결승전과 3위 결정전의 잇달은 대패로 무너졌던 자존심을 서서히 회복하였다. 특히, 프랑스와의 평가전은 프랑스 월드컵 시절, 결승전을 치뤘던 스타드 드 프랑스 경기장에서 열렸던 경기로써, 네이마르의 눈부신 활약에 힘입어 프랑스를 3 – 1로 역전승하여 지난 그 프랑스 월드컵 결승전 때의 0 – 3 패배를 확실하게 설욕하기도 하였다. 이렇게 브라질 대표팀의 자존심을 서서히 회복하고 있는 상황에서 2015년 코파 아메리카와 코파 아메리카 센테나리오를 차례대로 맞이하게 된다.
2015년 코파 아메리카에서 브라질은 페루, 콜롬비아, 베네수엘라와 함께 C조에 편성되었는데, 1차전인 페루전에서는 네이마르의 활약으로 2 – 1로 승리했지만, 2차전인 콜롬비아전에서는 0 – 1로 패배하였고, 설상가상으로 주장인 네이마르가 2차전 경기 종료 직후 비신사적인 행동으로 레드카드를 받은 데 이어 4경기 출전정지 징계까지 받아 코파 아메리카에서 아웃되는 악재까지 맞았다. 네이마르가 빠진 브라질은 3차전인 베네수엘라전에서 그나마 2 – 1로 다시 승리하여 C조 1위로 8강에 오르기는 했지만, 8강전인 파라과이와의 경기에서 1 – 1로 팽팽히 맞서는 접전 끝에 결국 승부차기에서 3 – 4로 패배하여 준결승 진출에 실패하고 말았다.
1년 후에 치러진 코파 아메리카 센테나리오에서는 간판 에이스 네이마르가 리우 올림픽 남자 축구 와일드카드 출전 준비 관계로 인해 불참하였고, 네이마르가 없는 브라질은 에콰도르, 아이티, 페루와 함께 B조에 편성되었다. 이 때 둥가 감독의 선수 선임 논란이 있었는데, 다비드 루이스, 치아구 시우바, 마르셀루 등 수비의 핵심 선수들을 제외시킴으로써 선수 선임에 많은 논란을 빚었다. 1차전인 에콰도르전에서는 0 – 0 무득점으로 비겼지만, 2차전인 아이티전에서는 필리피 코치뉴가 해트트릭을 하는 맹활약으로 7 – 1로 대승하여, 조 1위로 8강 진출이 유력해지는 상황을 맞았다. 그러나, 3차전인 페루전에서 후반 중반에 페루의 라울 루이디아스가 핸들링으로 선제골을 넣는 이른바 현대판 신의 손 사건을 일으켰고, 결국 브라질은 동점골을 넣지 못한 채 0 – 1로 패배하면서 억울하게 조별리그 탈락의 쓴맛을 봐야 했다. 이렇게 브라질의 거듭된 성적 부진 때문에 결국 둥가 감독은 재신임된지 2년만에 또다시 전격 경질되고 말았다. 그리고 러시아 월드컵 남미 지역 예선에서도 당시 6위(6전 2승3무1패, 승점 9점)에 있었기 때문에 한때 러시아 월드컵 본선 진출에 비상이 걸리기도 하였다.

### 홈 안방에서 거둔 첫 하계 올림픽 축구 우승
계속된 성적 부진으로 인해 경질된 둥가 감독의 후임으로 치치 감독이 선임되었다. 치치 감독이 선임된 후, 브라질은 자국에서 열린 리우 올림픽을 맞이하였고, 브라질의 주장이자 간판 스타인 네이마르는 이 리우 올림픽에 출전하였다. 브라질은 남아프리카 공화국, 이라크, 덴마크와 같이 A조에 편성되었는데, 남아프리카 공화국 및 이라크와의 경기에서 잇달아 0 – 0 무승부를 거두는 등 여전히 부진을 이어오다가 마지막 덴마크와의 경기에서 4 – 0 대승을 거두어 A조 1위로 8강에 진출하였다. 8강전인 콜롬비아와의 경기에서 2 – 0, 준결승전인 온두라스와의 경기에서 6 – 0으로 각각 승리하여 결승전에 진출하였고, 결승전 상대는 역시 홈 안방에서 열렸던 2014년 FIFA 월드컵에서 브라질 축구의 최대 치욕 중 하나인 미네이랑의 비극을 안겨주었던 독일이었다. 이 독일과의 결승전에서 브라질은 전반전에 네이마르의 선제골로 앞서갔지만, 후반전에 독일의 막스 마이어에게 동점골을 당했고, 연장전까지 양 팀 모두 득점을 하지 못한 채 1 – 1로 팽팽히 맞섰다. 결국 승부차기에 돌입하였는데, 여기서도 양 팀은 4번째 키커까지 모두 성공하였다. 5번째 키커에서 승부가 갈리게 되었는데, 독일은 5번째 키커인 닐스 페테르젠이 승부차기를 실축하였고, 브라질은 5번째 키커인 네이마르가 승부차기를 성공시킴으로써 브라질의 승리가 확정되고, 이로써 브라질은 홈 안방에서 자국의 역사상 처음으로 브라질 축구의 숙원인 하계 올림픽 축구 우승이라는 위업을 달성하였다. 그리고 2년 전 브라질 월드컵 준결승전의 비극으로 불렸던 미네이랑의 비극을 갚는데 성공한다. 이는 66년 전 1950년 브라질 월드컵 마라카낭의 비극을 씻는데 성공하는 것이다.

## 코칭스태프
| 직위          | 이름 |
| ------------- | ---- |
| 감독          |      |
| 코치          |      |
| 골키퍼 코치   |      |
| 피트니스 코치 |      |

### 역대 감독
| 이름                         | 활동 기간 |
| ---------------------------- | --------- |
| 아데마르 피멘타              | 1936–1942 |
| 플라비우 코스타              | 1944–1950 |
| 제제 모헤이라                | 1952      |
| 아이모헤 모헤이라            | 1953      |
| 제제 모헤이라                | 1954–1955 |
| 비센치 페올라                | 1955      |
| 플라비우 코스타              | 1955      |
| 오스발두 브란당              | 1955–1956 |
| 테체                         | 1956      |
| 플라비우 코스타              | 1956      |
| 시우비우 피릴루              | 1957      |
| 페드리뉴                     | 1957      |
| 비센치 페올라                | 1958–1960 |
| 아이모헤 모헤이라            | 1961–1963 |
| 비센치 페올라                | 1964–1967 |
| 유스트리치                   | 1968      |
| 주앙 사우다냐                | 1969–1970 |
| 마리우 자갈루                | 1970–1974 |
| 오스바우두 브란당            | 1975–1977 |
| 클라우지우 코치뉴            | 1977–1980 |
| 텔레 산타나                  | 1980–1982 |
| 카를루스 아우베르투 파헤이라 | 1983      |
| 에두아르두 안투네스 쿠임브라 | 1983–1984 |
| 에바리스투 지 마세두         | 1984–1985 |
| 텔레 산타나                  | 1985–1986 |
| 카를루스 아우베르투 시우바   | 1987–1988 |
| 세바스치앙 라자로니          | 1989–1990 |
| 파우캉                       | 1991      |
| 카를루스 아우베르투 파헤이라 | 1991–1994 |
| 마리우 자갈루                | 1995–1998 |
| 반데를레이 루솀부르구        | 1998–2000 |
| 이메르송 레앙                | 2000–2001 |
| 루이스 펠리피 스콜라리       | 2001–2002 |
| 카를루스 아우베르투 파헤이라 | 2002–2006 |
| 둥가                         | 2006–2010 |
| 마누 메네지스                | 2010-2012 |
| 루이스 펠리피 스콜라리       | 2012-2014 |
| 둥가                         | 2014-2016 |
| 치치                         | 2016-2022 |
| 도리바우 주니오르            | 2024-2025 |
| 카를로 안첼로티              | 2025-     |

## 선수

### 현재 명단
다음 23인의 선수들은 2024년 10월 10일, 15일  칠레와  페루와의 2026년 FIFA 월드컵 예선에 참가하는 선수 명단이다.

출장 수와 골 수는 2024년 9월 10일  파라과이전 이후 기록.

| 번호 | 위치 | 선수                  | 생년월일 (나이)        | 출전 | 득점 | 소속                |
| ---- | ---- | --------------------- | ---------------------- | ---- | ---- | ------------------- |
|      | GK   | 에데르송              | 1993년 8월 17일(31세)  | 25   | 0    | 맨체스터 시티       |
|      | GK   | 웨베르통              | 1987년 12월 13일(37세) | 10   | 0    | 파우메이라스        |
|      | GK   | 벤투                  | 1999년 6월 10일(26세)  | 2    | 0    | 알나스르            |
|      |      |                       |                        |      |      |                     |
|      | DF   | 마르키뉴스            | 1994년 5월 14일(31세)  | 91   | 7    | 파리 생제르맹       |
|      | DF   | 다닐루 (주장)         | 1991년 7월 15일(34세)  | 63   | 1    | 유벤투스            |
|      | DF   | 에데르 밀리탕         | 1998년 1월 18일(27세)  | 35   | 2    | 레알 마드리드       |
|      | DF   | 알렉스 텔레스         | 1992년 12월 15일(32세) | 12   | 0    | 보타포구            |
|      | DF   | 가브리에우 마갈량이스 | 1997년 12월 19일(27세) | 9    | 1    | 아스널              |
|      | DF   | 루카스 베라우두       | 2003년 11월 24일(21세) | 3    | 0    | 파리 생제르맹       |
|      | DF   | 반데르송              | 2001년 6월 21일(24세)  | 2    | 0    | 모나코              |
|      | DF   | 아브네르              | 2000년 5월 27일(25세)  | 0    | 0    | 리옹                |
|      |      |                       |                        |      |      |                     |
|      | MF   | 루카스 파케타         | 1997년 8월 27일(27세)  | 52   | 11   | 웨스트햄 유나이티드 |
|      | MF   | 브루누 기마랑이스     | 1997년 11월 16일(27세) | 28   | 1    | 뉴캐슬 유나이티드   |
|      | MF   | 안드레                | 2001년 7월 16일(24세)  | 7    | 0    | 울버햄프턴 원더러스 |
|      | MF   | 제르송                | 1997년 5월 20일(28세)  | 7    | 0    | 플라멩구            |
|      |      |                       |                        |      |      |                     |
|      | FW   | 비니시우스 주니오르   | 2000년 7월 12일(25세)  | 35   | 5    | 레알 마드리드       |
|      | FW   | 호드리구              | 2001년 1월 9일(24세)   | 29   | 7    | 레알 마드리드       |
|      | FW   | 하피냐                | 1996년 12월 14일(28세) | 27   | 7    | 바르셀로나          |
|      | FW   | 가브리엘 마르티넬리   | 2001년 6월 18일(24세)  | 13   | 2    | 아스널              |
|      | FW   | 엔드리키              | 2006년 7월 21일(19세)  | 11   | 3    | 레알 마드리드       |
|      | FW   | 사비뉴                | 2004년 4월 10일(21세)  | 7    | 1    | 맨체스터 시티       |
|      | FW   | 루이스 엔히키         | 2001년 1월 2일(24세)   | 2    | 0    | 보타포구            |
|      | FW   | 이고르 제주스         | 2001년 2월 25일(24세)  | 0    | 0    | 보타포구            |

### 최근 차출된 선수
다음 선수들은 근래 12달 이내에 브라질 국가대표팀에 차출되었던 선수들이다.
| 위치 | 선수                | 생년월일 (나이)        | 출전 | 득점 | 소속                    | 최근 소집                      |
| ---- | ------------------- | ---------------------- | ---- | ---- | ----------------------- | ------------------------------ |
| GK   | 알리송              | 1992년 10월 2일(32세)  | 71   | 0    | 리버풀                  | 2024년 10월 10일, 칠레전부     |
| GK   | 하파에우            | 1989년 6월 23일(36세)  | 0    | 0    | 상파울루                | 2024년 코파 아메리카           |
| GK   | 레우 자르딩         | 1995년 3월 20일(30세)  | 0    | 0    | 바스쿠 다 가마          | 2024년 3월 26일, 스페인전      |
| GK   | 루카스 페리         | 1997년 12월 10일(27세) | 0    | 0    | 리옹                    | 2023년 11월 21일, 아르헨티나전 |
|      |                     |                        |      |      |                         |                                |
| DF   | 길례르미 아라나     | 1997년 4월 14일(28세)  | 11   | 0    | 아틀레치쿠 미네이루     | 2024년 10월 10일, 칠레전부     |
| DF   | 브레메르            | 1997년 3월 18일(28세)  | 5    | 0    | 유벤투스                | 2024년 10월 10일, 칠레전부     |
| DF   | 웬데우              | 1993년 7월 20일(32세)  | 6    | 0    | 포르투                  | 2024년 9월 10일, 파라과이전    |
| DF   | 파브리시우 브루누   | 1996년 2월 12일(29세)  | 2    | 0    | 플라멩구                | 2024년 9월 10일, 파라과이전    |
| DF   | 윌리앙              | 1995년 4월 3일(30세)   | 0    | 0    | 크루제이루              | 2024년 9월 10일, 파라과이전    |
| DF   | 얀 코투             | 2002년 6월 3일(23세)   | 4    | 0    | 보루시아 도르트문트     | 2024년 9월 6일, 에콰도르전부   |
| DF   | 아이르통 루카스     | 1997년 6월 19일(28세)  | 2    | 0    | 플라멩구                | 2024년 3월 26일, 스페인전      |
| DF   | 무릴루 세르케이라   | 1997년 3월 27일(28세)  | 0    | 0    | 파우메이라스            | 2024년 3월 26일, 스페인전      |
| DF   | 헤낭 로지           | 1998년 4월 8일(27세)   | 19   | 0    | 알힐랄                  | 2023년 11월 21일, 아르헨티나전 |
| DF   | 이메르송 로얄       | 1999년 1월 14일(26세)  | 10   | 0    | 밀란                    | 2023년 11월 21일, 아르헨티나전 |
| DF   | 카를루스 아우구스투 | 1999년 1월 7일(26세)   | 2    | 0    | 인테르나치오날레        | 2023년 11월 21일, 아르헨티나전 |
| DF   | 니누                | 1997년 4월 10일(28세)  | 1    | 0    | 제니트 상트페테르부르크 | 2023년 11월 21일, 아르헨티나전 |
|      |                     |                        |      |      |                         |                                |
| MF   | 주앙 고메스         | 2001년 2월 12일(24세)  | 9    | 0    | 울버햄프턴 원더러스     | 2024년 9월 10일, 파라과이전    |
| MF   | 도글라스 루이스     | 1998년 5월 9일(27세)   | 18   | 0    | 유벤투스                | 2024년 코파 아메리카           |
| MF   | 안드레아스 페레이라 | 1996년 1월 1일(29세)   | 8    | 1    | 풀럼                    | 2024년 코파 아메리카           |
| MF   | 에데르송            | 1999년 7월 7일(26세)   | 2    | 0    | 아탈란타                | 2024년 코파 아메리카           |
| MF   | 파블로 마이아       | 2002년 1월 10일(23세)  | 1    | 0    | 상파울루                | 2024년 3월 26일, 스페인전      |
| MF   | 카제미루            | 1992년 2월 23일(33세)  | 75   | 7    | 맨체스터 유나이티드     | 2024년 3월 23일, 잉글랜드전부  |
| MF   | 하파에우 베이가     | 1995년 6월 19일(30세)  | 6    | 0    | 파우메이라스            | 2023년 11월 21일, 아르헨티나전 |
| MF   | 조엘린통            | 1996년 8월 14일(29세)  | 5    | 1    | 뉴캐슬 유나이티드       | 2023년 11월 21일, 아르헨티나전 |
|      |                     |                        |      |      |                         |                                |
| FW   | 루카스 모우라       | 1992년 8월 13일(33세)  | 37   | 4    | 상파울루                | 2024년 9월 10일, 파라과이전    |
| FW   | 에스테방            | 2007년 4월 24일(18세)  | 2    | 0    | 파우메이라스            | 2024년 9월 10일, 파라과이전    |
| FW   | 주앙 페드루         | 2001년 9월 26일(23세)  | 2    | 0    | 브라이턴 & 호브 앨비언  | 2024년 9월 10일, 파라과이전    |
| FW   | 페드루              | 1997년 6월 20일(28세)  | 6    | 1    | 플라멩구                | 2024년 9월 6일, 에콰도르전     |
| FW   | 이바니우송          | 1999년 10월 6일(25세)  | 2    | 0    | 본머스                  | 2024년 코파 아메리카           |
| FW   | 페페                | 1997년 2월 24일(28세)  | 2    | 0    | 포르투                  | 2024년 코파 아메리카           |
| FW   | 히샤를리송          | 1997년 5월 10일(28세)  | 48   | 20   | 토트넘 홋스퍼           | 2024년 3월 26일, 스페인전      |
| FW   | 갈레누              | 1997년 10월 21일(27세) | 1    | 0    | 포르투                  | 2024년 3월 26일, 스페인전      |
| FW   | 가브리에우 제주스   | 1997년 4월 3일(28세)   | 64   | 19   | 아스널                  | 2023년 11월 21일, 아르헨티나전 |
| FW   | 파울리뉴            | 2000년 7월 15일(25세)  | 1    | 0    | 아틀레치쿠 미네이루     | 2023년 11월 21일, 아르헨티나전 |

범례
정: 출전 정지 

부: 부상으로 선수단에서 제외 

제: 선수단에서 제명

### 역대 국제대회 스쿼드
| FIFA 월드컵 스쿼드 - 1930년 FIFA 월드컵 스쿼드 - 1934년 FIFA 월드컵 스쿼드 - 1938년 FIFA 월드컵 스쿼드 - 1950년 FIFA 월드컵 스쿼드 - 1954년 FIFA 월드컵 스쿼드 - 1958년 FIFA 월드컵 스쿼드 - 1962년 FIFA 월드컵 스쿼드 - 1966년 FIFA 월드컵 스쿼드 - 1970년 FIFA 월드컵 스쿼드 - 1974년 FIFA 월드컵 스쿼드 - 1978년 FIFA 월드컵 스쿼드 - 1982년 FIFA 월드컵 스쿼드 - 1986년 FIFA 월드컵 스쿼드 - 1990년 FIFA 월드컵 스쿼드 - 1994년 FIFA 월드컵 스쿼드 - 1998년 FIFA 월드컵 스쿼드 - 2002년 FIFA 월드컵 스쿼드 - 2006년 FIFA 월드컵 스쿼드 - 2010년 FIFA 월드컵 스쿼드 - 2014년 FIFA 월드컵 스쿼드 - 2018년 FIFA 월드컵 스쿼드 - 2022년 FIFA 월드컵 스쿼드 | 코파 아메리카 스쿼드 - 1999년 코파 아메리카 스쿼드 - 2001년 코파 아메리카 스쿼드 - 2004년 코파 아메리카 스쿼드 - 2007년 코파 아메리카 스쿼드 - 2011년 코파 아메리카 스쿼드 - 2015년 코파 아메리카 스쿼드 - 코파 아메리카 센테나리오 스쿼드 - 2019년 코파 아메리카 스쿼드 - 2021년 코파 아메리카 스쿼드 - 2024년 코파 아메리카 스쿼드 | FIFA 컨페더레이션스컵 스쿼드 - 1997년 컨페더레이션스컵 스쿼드 - 1999년 컨페더레이션스컵 스쿼드 - 2001년 컨페더레이션스컵 스쿼드 - 2003년 컨페더레이션스컵 스쿼드 - 2005년 컨페더레이션스컵 스쿼드 - 2009년 컨페더레이션스컵 스쿼드 - 2013년 컨페더레이션스컵 스쿼드 |

## 주요 성적
FIFA 월드컵
우승 (5): 1958년, 1962년, 1970년, 1994년, 2002년

## 개인 기록

### 선수 기록

#### 최다 출장 선수

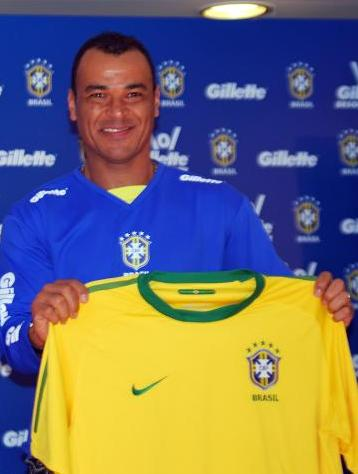
142경기에 출장하며 브라질 대표팀 사상 가장 많은 경기에 출장한 카푸

- 2022년 2월 1일 기준
- 현역 선수는 굵은 글씨로 표시

| # | 이름                | 출장 수 | 골 | 첫 출장          | 최근 출장        |
| - | ------------------- | ------- | -- | ---------------- | ---------------- |
| 1 | 카푸                | 142     | 5  | 1990년 9월 12일  | 2006년 7월 1일   |
| 2 | 호베르투 카를루스   | 125     | 11 | 1992년 2월 26일  | 2006년 7월 1일   |
| 3 | 다니 아우베스       | 121     | 8  | 2006년 10월 10일 | 2022년 2월 1일   |
| 4 | 네이마르            | 116     | 70 | 2010년 8월 10일  | 2021년 11월 11일 |
| 5 | 루시우              | 105     | 4  | 2000년 11월 15일 | 2011년 9월 5일   |
| 6 | 치아구 시우바       | 104     | 7  | 2008년 10월 12일 | 2022년 2월 1일   |
| 7 | 클라우지우 타파레우 | 101     | 0  | 1988년 7월 7일   | 1998년 7월 12일  |
| 8 | 호비뉴              | 100     | 28 | 2003년 7월 13일  | 2017년 1월 25일  |
| 9 | 호나우두            | 98      | 62 | 1994년 3월 23일  | 2011년 6월 7일   |
| 9 | 자우마 산투스       | 98      | 3  | 1952년 4월 10일  | 1968년 6월 9일   |

#### 최다 득점 선수

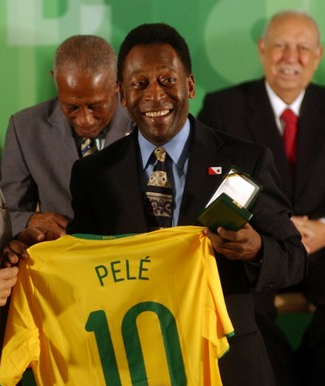
77골을 기록하며 브라질 대표팀 사상 가장 많은 골을 기록한 펠레.

- 2022년 2월 1일 기준.
- 현역 선수는 굵은 글씨로 표시.

| #  | 이름       | 골 | 출장 수 | 첫 출장          | 최근 출장        |
| -- | ---------- | -- | ------- | ---------------- | ---------------- |
| 1  | 펠레       | 77 | 92      | 1957년 7월 7일   | 1971년 7월 18일  |
| 2  | 네이마르   | 70 | 116     | 2010년 8월 10일  | 2021년 11월 11일 |
| 3  | 호나우두   | 62 | 98      | 1994년 3월 23일  | 2011년 6월 7일   |
| 4  | 호마리우   | 55 | 70      | 1987년 5월 23일  | 2005년 4월 27일  |
| 5  | 지쿠       | 48 | 71      | 1976년 2월 25일  | 1986년 6월 21일  |
| 6  | 베베투     | 39 | 75      | 1985년 4월 28일  | 1998년 7월 12일  |
| 7  | 히바우두   | 35 | 74      | 1993년 12월 16일 | 2003년 11월 19일 |
| 8  | 자이르지뉴 | 33 | 81      | 1964년 6월 7일   | 1982년 3월 3일   |
| 8  | 호나우지뉴 | 33 | 97      | 1999년 6월 26일  | 2013년 4월 24일  |
| 10 | 아데미르   | 32 | 39      | 1945년 1월 21일  | 1953년 3월 15일  |
| 10 | 토스탕     | 32 | 54      | 1966년 5월 15일  | 1972년 7월 9일   |

## 국제대회 기록

### FIFA 월드컵
| FIFA 월드컵 본선 기록 | FIFA 월드컵 본선 기록       | FIFA 월드컵 본선 기록       | FIFA 월드컵 본선 기록       | FIFA 월드컵 본선 기록       | FIFA 월드컵 본선 기록       | FIFA 월드컵 본선 기록       | FIFA 월드컵 본선 기록       | FIFA 월드컵 본선 기록       | FIFA 월드컵 본선 기록       | FIFA 월드컵 예선 기록                   | FIFA 월드컵 예선 기록                   | FIFA 월드컵 예선 기록                   | FIFA 월드컵 예선 기록                   | FIFA 월드컵 예선 기록                   | FIFA 월드컵 예선 기록                   | FIFA 월드컵 예선 기록                   | FIFA 월드컵 예선 기록                   |                                         |
| 년도                  | 결과                        | 순위                        | 경기                        | 승                          | 무*                         | 패                          | 득점                        | 실점                        | 승점                        | 순위                                    | 경기                                    | 승                                      | 무*                                     | 패                                      | 득점                                    | 실점                                    | 승점                                    |                                         |
| --------------------- | --------------------------- | --------------------------- | --------------------------- | --------------------------- | --------------------------- | --------------------------- | --------------------------- | --------------------------- | --------------------------- | --------------------------------------- | --------------------------------------- | --------------------------------------- | --------------------------------------- | --------------------------------------- | --------------------------------------- | --------------------------------------- | --------------------------------------- | --------------------------------------- |
| 1930년                | 조별리그                    | 6위                         | 2                           | 1                           | 0                           | 1                           | 5                           | 2                           | 3                           | 자동참가                                | 자동참가                                | 자동참가                                | 자동참가                                | 자동참가                                | 자동참가                                | 자동참가                                | 자동참가                                |                                         |
| 1934년                | 1라운드                     | 14위                        | 1                           | 0                           | 0                           | 1                           | 1                           | 3                           | 0                           | 자동진출(페루 기권)                     | 자동진출(페루 기권)                     | 자동진출(페루 기권)                     | 자동진출(페루 기권)                     | 자동진출(페루 기권)                     | 자동진출(페루 기권)                     | 자동진출(페루 기권)                     | 자동진출(페루 기권)                     |                                         |
| 1938년                | 3위                         | 3위                         | 5                           | 3                           | 1                           | 1                           | 14                          | 11                          | 10                          | 자동진출(아르헨티나 기권)               | 자동진출(아르헨티나 기권)               | 자동진출(아르헨티나 기권)               | 자동진출(아르헨티나 기권)               | 자동진출(아르헨티나 기권)               | 자동진출(아르헨티나 기권)               | 자동진출(아르헨티나 기권)               | 자동진출(아르헨티나 기권)               |                                         |
| 1950년                | 준우승                      | 2위                         | 6                           | 4                           | 1                           | 1                           | 22                          | 6                           | 13                          | 자동참가(개최국)                        | 자동참가(개최국)                        | 자동참가(개최국)                        | 자동참가(개최국)                        | 자동참가(개최국)                        | 자동참가(개최국)                        | 자동참가(개최국)                        | 자동참가(개최국)                        |                                         |
| 1954년                | 8강                         | 5위                         | 3                           | 1                           | 1                           | 1                           | 8                           | 5                           | 4                           | 1위                                     | 4                                       | 4                                       | 0                                       | 0                                       | 8                                       | 1                                       | 12                                      |                                         |
| 1958년                | 우승                        | 1위                         | 6                           | 5                           | 1                           | 0                           | 16                          | 4                           | 16                          | 1조 1위                                 | 2                                       | 1                                       | 1                                       | 0                                       | 2                                       | 1                                       | 4                                       |                                         |
| 1962년                | 우승                        | 1위                         | 6                           | 5                           | 1                           | 0                           | 14                          | 5                           | 16                          | 자동참가(전 대회 우승국)                | 자동참가(전 대회 우승국)                | 자동참가(전 대회 우승국)                | 자동참가(전 대회 우승국)                | 자동참가(전 대회 우승국)                | 자동참가(전 대회 우승국)                | 자동참가(전 대회 우승국)                | 자동참가(전 대회 우승국)                |                                         |
| 1966년                | 조별리그                    | 11위                        | 3                           | 1                           | 0                           | 2                           | 4                           | 6                           | 3                           | 자동참가(전 대회 우승국)                | 자동참가(전 대회 우승국)                | 자동참가(전 대회 우승국)                | 자동참가(전 대회 우승국)                | 자동참가(전 대회 우승국)                | 자동참가(전 대회 우승국)                | 자동참가(전 대회 우승국)                | 자동참가(전 대회 우승국)                |                                         |
| 1970년                | 우승                        | 1위                         | 6                           | 6                           | 0                           | 0                           | 19                          | 7                           | 18                          | 2조 1위                                 | 6                                       | 6                                       | 0                                       | 0                                       | 23                                      | 2                                       | 18                                      |                                         |
| 1974년                | 4위                         | 4위                         | 7                           | 3                           | 2                           | 2                           | 6                           | 4                           | 11                          | 자동참가(전 대회 우승국)                | 자동참가(전 대회 우승국)                | 자동참가(전 대회 우승국)                | 자동참가(전 대회 우승국)                | 자동참가(전 대회 우승국)                | 자동참가(전 대회 우승국)                | 자동참가(전 대회 우승국)                | 자동참가(전 대회 우승국)                |                                         |
| 1978년                | 3위                         | 3위                         | 7                           | 4                           | 3                           | 0                           | 10                          | 3                           | 15                          | 1조 1위                                 | 6                                       | 4                                       | 2                                       | 0                                       | 17                                      | 1                                       | 14                                      |                                         |
| 1982년                | 12강                        | 5위                         | 5                           | 4                           | 0                           | 1                           | 15                          | 6                           | 12                          | 1조 1위                                 | 4                                       | 4                                       | 0                                       | 0                                       | 11                                      | 2                                       | 12                                      |                                         |
| 1986년                | 8강                         | 5위                         | 5                           | 4                           | 1                           | 0                           | 10                          | 1                           | 13                          | 3조 1위                                 | 4                                       | 2                                       | 2                                       | 0                                       | 6                                       | 2                                       | 8                                       |                                         |
| 1990년                | 16강                        | 9위                         | 4                           | 3                           | 0                           | 1                           | 4                           | 2                           | 9                           | 3조 1위                                 | 4                                       | 3                                       | 1                                       | 0                                       | 13                                      | 1                                       | 10                                      |                                         |
| 1994년                | 우승                        | 1위                         | 7                           | 5                           | 2                           | 0                           | 11                          | 3                           | 17                          | 2조 1위                                 | 8                                       | 5                                       | 2                                       | 1                                       | 20                                      | 4                                       | 17                                      |                                         |
| 1998년                | 준우승                      | 2위                         | 7                           | 4                           | 1                           | 2                           | 14                          | 10                          | 13                          | 자동참가(전 대회 우승국)                | 자동참가(전 대회 우승국)                | 자동참가(전 대회 우승국)                | 자동참가(전 대회 우승국)                | 자동참가(전 대회 우승국)                | 자동참가(전 대회 우승국)                | 자동참가(전 대회 우승국)                | 자동참가(전 대회 우승국)                |                                         |
| 2002년                | 우승                        | 1위                         | 7                           | 7                           | 0                           | 0                           | 18                          | 4                           | 21                          | 3위                                     | 18                                      | 9                                       | 3                                       | 6                                       | 31                                      | 17                                      | 30                                      |                                         |
| 2006년                | 8강                         | 5위                         | 5                           | 4                           | 0                           | 1                           | 10                          | 2                           | 12                          | 1위                                     | 18                                      | 9                                       | 7                                       | 2                                       | 35                                      | 17                                      | 34                                      |                                         |
| 2010년                | 8강                         | 6위                         | 5                           | 3                           | 1                           | 1                           | 9                           | 4                           | 10                          | 1위                                     | 18                                      | 9                                       | 7                                       | 2                                       | 33                                      | 11                                      | 34                                      |                                         |
| 2014년                | 4위                         | 4위                         | 7                           | 3                           | 2                           | 2                           | 12                          | 15                          | 11                          | 자동참가(개최국)                        | 자동참가(개최국)                        | 자동참가(개최국)                        | 자동참가(개최국)                        | 자동참가(개최국)                        | 자동참가(개최국)                        | 자동참가(개최국)                        | 자동참가(개최국)                        |                                         |
| 2018년                | 8강                         | 6위                         | 5                           | 3                           | 1                           | 1                           | 8                           | 3                           | 10                          | 1위                                     | 18                                      | 12                                      | 5                                       | 1                                       | 41                                      | 11                                      | 41                                      |                                         |
| 2022년                | 8강                         | 7위                         | 5                           | 3                           | 1                           | 1                           | 8                           | 3                           | 10                          | 1위                                     | 16                                      | 13                                      | 3                                       | 0                                       | 36                                      | 5                                       | 42                                      |                                         |
| 2026년                |                             |                             |                             |                             |                             |                             |                             |                             |                             |                                         | 18                                      | 2                                       | 1                                       | 3                                       | 8                                       | 7                                       |                                         |                                         |
| 2030년                |                             |                             |                             |                             |                             |                             |                             |                             |                             |                                         |                                         |                                         |                                         |                                         |                                         |                                         |                                         |                                         |
| 2034년                |                             |                             |                             |                             |                             |                             |                             |                             |                             |                                         |                                         |                                         |                                         |                                         |                                         |                                         |                                         |                                         |
| 합계                  | 22회 진출(22/22)            | 우승(5회)                   | 114                         | 76                          | 19                          | 19                          | 237                         | 108                         | 247                         | 합계                                    | 110                                     | 68                                      | 30                                      | 12                                      | 240                                     | 70                                      | 234                                     |                                         |
| 순위                  | FIFA 월드컵 역대 순위 : 1위 | FIFA 월드컵 역대 순위 : 1위 | FIFA 월드컵 역대 순위 : 1위 | FIFA 월드컵 역대 순위 : 1위 | FIFA 월드컵 역대 순위 : 1위 | FIFA 월드컵 역대 순위 : 1위 | FIFA 월드컵 역대 순위 : 1위 | FIFA 월드컵 역대 순위 : 1위 | FIFA 월드컵 역대 순위 : 1위 | 월드컵 예선 승점 순위 : 21위 (남미 3위) | 월드컵 예선 승점 순위 : 21위 (남미 3위) | 월드컵 예선 승점 순위 : 21위 (남미 3위) | 월드컵 예선 승점 순위 : 21위 (남미 3위) | 월드컵 예선 승점 순위 : 21위 (남미 3위) | 월드컵 예선 승점 순위 : 21위 (남미 3위) | 월드컵 예선 승점 순위 : 21위 (남미 3위) | 월드컵 예선 승점 순위 : 21위 (남미 3위) | 월드컵 예선 승점 순위 : 21위 (남미 3위) |

- 현재까지 유일하게 FIFA 월드컵에 단 한 차례도 기권하거나 예선 탈락하지 않고 본선에 진출한 팀이다.
- 월드컵 5회 우승인 최다 우승 기록도 보유하고 있다.
- 자세한 사항은 브라질의 FIFA 월드컵 성적 항목 참조.

### CONMEBOL코파 아메리카
| CONMEBOL 코파 아메리카 기록 | CONMEBOL 코파 아메리카 기록       | CONMEBOL 코파 아메리카 기록       | CONMEBOL 코파 아메리카 기록       | CONMEBOL 코파 아메리카 기록       | CONMEBOL 코파 아메리카 기록       | CONMEBOL 코파 아메리카 기록       | CONMEBOL 코파 아메리카 기록       | CONMEBOL 코파 아메리카 기록       | CONMEBOL 코파 아메리카 기록       |
| 년도                        | 결과                              | 순위                              | 경기                              | 승                                | 무*                               | 패                                | 득점                              | 실점                              | 승점                              |
| 남미 축구 선수권 대회       | 남미 축구 선수권 대회             | 남미 축구 선수권 대회             | 남미 축구 선수권 대회             | 남미 축구 선수권 대회             | 남미 축구 선수권 대회             | 남미 축구 선수권 대회             | 남미 축구 선수권 대회             | 남미 축구 선수권 대회             | 남미 축구 선수권 대회             |
| --------------------------- | --------------------------------- | --------------------------------- | --------------------------------- | --------------------------------- | --------------------------------- | --------------------------------- | --------------------------------- | --------------------------------- | --------------------------------- |
| 1916년                      | 결선리그                          | 3위                               | 3                                 | 0                                 | 2                                 | 1                                 | 3                                 | 4                                 | 2                                 |
| 1917년                      | 결선리그                          | 3위                               | 3                                 | 1                                 | 0                                 | 2                                 | 7                                 | 8                                 | 3                                 |
| 1919년                      | 결선리그                          | 우승                              | 4                                 | 3                                 | 1                                 | 0                                 | 12                                | 3                                 | 10                                |
| 1920년                      | 결선리그                          | 3위                               | 3                                 | 1                                 | 0                                 | 2                                 | 1                                 | 8                                 | 3                                 |
| 1921년                      | 결선리그                          | 2위                               | 3                                 | 1                                 | 0                                 | 2                                 | 4                                 | 3                                 | 3                                 |
| 1922년                      | 결선리그                          | 우승                              | 5                                 | 2                                 | 3                                 | 0                                 | 7                                 | 2                                 | 9                                 |
| 1923년                      | 결선리그                          | 4위                               | 3                                 | 0                                 | 0                                 | 3                                 | 2                                 | 5                                 | 0                                 |
| 1924년                      | 기권                              | 기권                              | 기권                              | 기권                              | 기권                              | 기권                              | 기권                              | 기권                              | 기권                              |
| 1925년                      | 결선리그                          | 2위                               | 4                                 | 2                                 | 1                                 | 1                                 | 11                                | 9                                 | 7                                 |
| 1926년                      | 기권                              | 기권                              | 기권                              | 기권                              | 기권                              | 기권                              | 기권                              | 기권                              | 기권                              |
| 1927년                      | 기권                              | 기권                              | 기권                              | 기권                              | 기권                              | 기권                              | 기권                              | 기권                              | 기권                              |
| 1929년                      | 기권                              | 기권                              | 기권                              | 기권                              | 기권                              | 기권                              | 기권                              | 기권                              | 기권                              |
| 1935년                      | 기권                              | 기권                              | 기권                              | 기권                              | 기권                              | 기권                              | 기권                              | 기권                              | 기권                              |
| 1937년                      | 결선리그                          | 2위                               | 6                                 | 4                                 | 0                                 | 2                                 | 17                                | 11                                | 12                                |
| 1939년                      | 기권                              | 기권                              | 기권                              | 기권                              | 기권                              | 기권                              | 기권                              | 기권                              | 기권                              |
| 1941년                      | 기권                              | 기권                              | 기권                              | 기권                              | 기권                              | 기권                              | 기권                              | 기권                              | 기권                              |
| 1942년                      | 결선리그                          | 3위                               | 6                                 | 3                                 | 1                                 | 2                                 | 15                                | 7                                 | 10                                |
| 1945년                      | 결선리그                          | 준우승                            | 6                                 | 5                                 | 0                                 | 1                                 | 19                                | 5                                 | 15                                |
| 1946년                      | 결선리그                          | 준우승                            | 5                                 | 3                                 | 1                                 | 1                                 | 13                                | 7                                 | 10                                |
| 1947년                      | 기권                              | 기권                              | 기권                              | 기권                              | 기권                              | 기권                              | 기권                              | 기권                              | 기권                              |
| 1949년                      | 결선리그                          | 우승                              | 8                                 | 7                                 | 0                                 | 1                                 | 46                                | 7                                 | 21                                |
| 1953년                      | 결선리그                          | 준우승                            | 7                                 | 4                                 | 0                                 | 3                                 | 17                                | 9                                 | 12                                |
| 1955년                      | 기권                              | 기권                              | 기권                              | 기권                              | 기권                              | 기권                              | 기권                              | 기권                              | 기권                              |
| 1956년                      | 결선리그                          | 4위                               | 5                                 | 2                                 | 2                                 | 1                                 | 4                                 | 5                                 | 8                                 |
| 1957년                      | 결선리그                          | 준우승                            | 6                                 | 4                                 | 0                                 | 2                                 | 23                                | 9                                 | 12                                |
| 1959년                      | 결선리그                          | 준우승                            | 6                                 | 4                                 | 2                                 | 0                                 | 17                                | 7                                 | 14                                |
| 1959년                      | 결선리그                          | 3위                               | 4                                 | 2                                 | 0                                 | 2                                 | 7                                 | 10                                | 6                                 |
| 1963년                      | 결선리그                          | 4위                               | 6                                 | 2                                 | 1                                 | 3                                 | 12                                | 13                                | 7                                 |
| 1967년                      | 기권                              | 기권                              | 기권                              | 기권                              | 기권                              | 기권                              | 기권                              | 기권                              | 기권                              |
| CONMEBOL 코파 아메리카      |                                   |                                   |                                   |                                   |                                   |                                   |                                   |                                   |                                   |
| 1975년                      | 준결승                            | 3위                               | 6                                 | 5                                 | 0                                 | 1                                 | 16                                | 4                                 | 15                                |
| 1979년                      | 준결승                            | 3위                               | 6                                 | 2                                 | 2                                 | 2                                 | 10                                | 9                                 | 8                                 |
| 1983년                      | 준우승                            | 2위                               | 8                                 | 2                                 | 4                                 | 2                                 | 8                                 | 5                                 | 10                                |
| 1987년                      | 예선탈락                          | 5위                               | 2                                 | 1                                 | 0                                 | 1                                 | 5                                 | 4                                 | 3                                 |
| 1989년                      | 우승                              | 1위                               | 7                                 | 5                                 | 2                                 | 0                                 | 11                                | 1                                 | 17                                |
| 1991년                      | 준우승                            | 2위                               | 7                                 | 4                                 | 1                                 | 2                                 | 12                                | 8                                 | 13                                |
| 1993년                      | 8강                               | 5위                               | 4                                 | 1                                 | 2                                 | 1                                 | 6                                 | 4                                 | 5                                 |
| 1995년                      | 준우승                            | 2위                               | 6                                 | 4                                 | 2                                 | 0                                 | 10                                | 3                                 | 14                                |
| 1997년                      | 우승                              | 1위                               | 6                                 | 6                                 | 0                                 | 0                                 | 22                                | 3                                 | 18                                |
| 1999년                      | 우승                              | 1위                               | 6                                 | 6                                 | 0                                 | 0                                 | 17                                | 2                                 | 18                                |
| 2001년                      | 8강                               | 6위                               | 4                                 | 2                                 | 0                                 | 2                                 | 5                                 | 4                                 | 6                                 |
| 2004년                      | 우승                              | 1위                               | 6                                 | 3                                 | 2                                 | 1                                 | 13                                | 6                                 | 11                                |
| 2007년                      | 우승                              | 1위                               | 6                                 | 4                                 | 1                                 | 1                                 | 15                                | 5                                 | 13                                |
| 2011년                      | 8강                               | 8위                               | 4                                 | 1                                 | 3                                 | 0                                 | 6                                 | 4                                 | 6                                 |
| 2015년                      | 8강                               | 5위                               | 4                                 | 2                                 | 1                                 | 1                                 | 5                                 | 4                                 | 7                                 |
| 2016년                      | 예선탈락                          | 9위                               | 3                                 | 1                                 | 1                                 | 1                                 | 7                                 | 2                                 | 4                                 |
| 2019년                      | 우승                              | 1위                               | 6                                 | 4                                 | 2                                 | 0                                 | 13                                | 1                                 | 14                                |
| 2021년                      | 준우승                            | 2위                               | 7                                 | 5                                 | 1                                 | 1                                 | 12                                | 3                                 | 16                                |
| 2024년                      | 8강                               | 6위                               | 4                                 | 1                                 | 3                                 | 0                                 | 5                                 | 2                                 | 6                                 |
| 합계                        | 38회 진출(38/48)                  | 우승(9회)                         | 188                               | 104                               | 40                                | 44                                | 423                               | 203                               | 352                               |
| 순위                        | CONMEBOL 코파 아메리카 순위 : 3위 | CONMEBOL 코파 아메리카 순위 : 3위 | CONMEBOL 코파 아메리카 순위 : 3위 | CONMEBOL 코파 아메리카 순위 : 3위 | CONMEBOL 코파 아메리카 순위 : 3위 | CONMEBOL 코파 아메리카 순위 : 3위 | CONMEBOL 코파 아메리카 순위 : 3위 | CONMEBOL 코파 아메리카 순위 : 3위 | CONMEBOL 코파 아메리카 순위 : 3위 |

### CONCACAF 골드컵기록
북중미 대회이지만 브라질은 특별 초청팀으로 1996년~2005년 사이의 일부 대회에 참가했다.
| 북중미 골드컵 기록 | 북중미 골드컵 기록          | 북중미 골드컵 기록          | 북중미 골드컵 기록          | 북중미 골드컵 기록          | 북중미 골드컵 기록          | 북중미 골드컵 기록          | 북중미 골드컵 기록          | 북중미 골드컵 기록          | 북중미 골드컵 기록          |
| 년도               | 결과                        | 순위                        | 경기                        | 승                          | 무*                         | 패                          | 득점                        | 실점                        | 승점                        |
| ------------------ | --------------------------- | --------------------------- | --------------------------- | --------------------------- | --------------------------- | --------------------------- | --------------------------- | --------------------------- | --------------------------- |
| 1996년             | 준우승                      | 2위                         | 4                           | 3                           | 0                           | 1                           | 10                          | 3                           | 9                           |
| 1998년             | 준결승                      | 3위                         | 5                           | 2                           | 2                           | 1                           | 6                           | 2                           | 8                           |
| 2000년             |                             |                             |                             |                             |                             |                             |                             |                             |                             |
| 2002년             |                             |                             |                             |                             |                             |                             |                             |                             |                             |
| 2003년             | 준우승                      | 2위                         | 5                           | 3                           | 0                           | 2                           | 6                           | 4                           | 9                           |
| 2005년             |                             |                             |                             |                             |                             |                             |                             |                             |                             |
| 합계               | 3회(초청)                   | 준우승(2회)                 | 14                          | 8                           | 2                           | 4                           | 22                          | 9                           | 26                          |
| 순위               | CONCACAF 골드컵 순위 : 12위 | CONCACAF 골드컵 순위 : 12위 | CONCACAF 골드컵 순위 : 12위 | CONCACAF 골드컵 순위 : 12위 | CONCACAF 골드컵 순위 : 12위 | CONCACAF 골드컵 순위 : 12위 | CONCACAF 골드컵 순위 : 12위 | CONCACAF 골드컵 순위 : 12위 | CONCACAF 골드컵 순위 : 12위 |

### FIFA 컨페더레이션스컵
| FIFA 컨페더레이션스컵 기록 | FIFA 컨페더레이션스컵 기록           | FIFA 컨페더레이션스컵 기록           | FIFA 컨페더레이션스컵 기록           | FIFA 컨페더레이션스컵 기록           | FIFA 컨페더레이션스컵 기록           | FIFA 컨페더레이션스컵 기록           | FIFA 컨페더레이션스컵 기록           | FIFA 컨페더레이션스컵 기록           | FIFA 컨페더레이션스컵 기록           |
| 년도                       | 결과                                 | 순위                                 | 경기                                 | 승                                   | 무*                                  | 패                                   | 득점                                 | 실점                                 | 승점                                 |
| -------------------------- | ------------------------------------ | ------------------------------------ | ------------------------------------ | ------------------------------------ | ------------------------------------ | ------------------------------------ | ------------------------------------ | ------------------------------------ | ------------------------------------ |
| 1992년                     | 불참                                 | 불참                                 | 불참                                 | 불참                                 | 불참                                 | 불참                                 | 불참                                 | 불참                                 | 불참                                 |
| 1995년                     | 불참                                 | 불참                                 | 불참                                 | 불참                                 | 불참                                 | 불참                                 | 불참                                 | 불참                                 | 불참                                 |
| 1997년                     | 우승                                 | 1위                                  | 5                                    | 4                                    | 1                                    | 0                                    | 14                                   | 2                                    | 13                                   |
| 1999년                     | 준우승                               | 2위                                  | 5                                    | 4                                    | 0                                    | 1                                    | 18                                   | 6                                    | 12                                   |
| 2001년                     | 준결승                               | 4위                                  | 5                                    | 1                                    | 2                                    | 2                                    | 3                                    | 3                                    | 5                                    |
| 2003년                     | 조별리그                             | 5위                                  | 3                                    | 1                                    | 1                                    | 1                                    | 3                                    | 3                                    | 4                                    |
| 2005년                     | 우승                                 | 1위                                  | 5                                    | 3                                    | 1                                    | 1                                    | 12                                   | 6                                    | 10                                   |
| 2009년                     | 우승                                 | 1위                                  | 5                                    | 5                                    | 0                                    | 0                                    | 14                                   | 5                                    | 15                                   |
| 2013년                     | 우승                                 | 1위                                  | 5                                    | 5                                    | 0                                    | 0                                    | 14                                   | 3                                    | 15                                   |
| 2017년                     | 진출 실패                            | 진출 실패                            | 진출 실패                            | 진출 실패                            | 진출 실패                            | 진출 실패                            | 진출 실패                            | 진출 실패                            | 진출 실패                            |
| 합계                       | 7회 진출(7/10)                       | 우승(4회)                            | 33                                   | 23                                   | 5                                    | 5                                    | 78                                   | 28                                   | 74                                   |
| 순위                       | FIFA 컨페더레이션스컵 역대 순위: 1위 | FIFA 컨페더레이션스컵 역대 순위: 1위 | FIFA 컨페더레이션스컵 역대 순위: 1위 | FIFA 컨페더레이션스컵 역대 순위: 1위 | FIFA 컨페더레이션스컵 역대 순위: 1위 | FIFA 컨페더레이션스컵 역대 순위: 1위 | FIFA 컨페더레이션스컵 역대 순위: 1위 | FIFA 컨페더레이션스컵 역대 순위: 1위 | FIFA 컨페더레이션스컵 역대 순위: 1위 |

### 하계 올림픽
| 올림픽 축구 기록                  | 올림픽 축구 기록 | 올림픽 축구 기록 | 올림픽 축구 기록 | 올림픽 축구 기록 | 올림픽 축구 기록 | 올림픽 축구 기록 | 올림픽 축구 기록 | 올림픽 축구 기록 | 올림픽 축구 기록 |
| 년도                              | 결과             | 순위             | 경기             | 승               | 무*              | 패               | 득점             | 실점             | 승점             |
| --------------------------------- | ---------------- | ---------------- | ---------------- | ---------------- | ---------------- | ---------------- | ---------------- | ---------------- | ---------------- |
| 1900년                            | 불참             | 불참             | 불참             | 불참             | 불참             | 불참             | 불참             | 불참             | 불참             |
| 1904년                            | 불참             | 불참             | 불참             | 불참             | 불참             | 불참             | 불참             | 불참             | 불참             |
| 1908년                            | 불참             | 불참             | 불참             | 불참             | 불참             | 불참             | 불참             | 불참             | 불참             |
| 1912년                            | 불참             | 불참             | 불참             | 불참             | 불참             | 불참             | 불참             | 불참             | 불참             |
| 1920년                            | 불참             | 불참             | 불참             | 불참             | 불참             | 불참             | 불참             | 불참             | 불참             |
| 1924년                            | 진출 실패        | 진출 실패        | 진출 실패        | 진출 실패        | 진출 실패        | 진출 실패        | 진출 실패        | 진출 실패        | 진출 실패        |
| 1928년                            | 불참             | 불참             | 불참             | 불참             | 불참             | 불참             | 불참             | 불참             | 불참             |
| 1936년                            | 불참             | 불참             | 불참             | 불참             | 불참             | 불참             | 불참             | 불참             | 불참             |
| 1948년                            | 불참             | 불참             | 불참             | 불참             | 불참             | 불참             | 불참             | 불참             | 불참             |
| 1952년                            | 8강              | 5위              | 3                | 2                | 0                | 1                | 9                | 6                | 6                |
| 1956년                            | 진출 실패        | 진출 실패        | 진출 실패        | 진출 실패        | 진출 실패        | 진출 실패        | 진출 실패        | 진출 실패        | 진출 실패        |
| 1960년                            | 조별리그         | 6위              | 3                | 2                | 0                | 1                | 10               | 6                | 6                |
| 1964년                            | 조별리그         | 9위              | 3                | 1                | 1                | 1                | 5                | 2                | 4                |
| 1968년                            | 조별리그         | 13위             | 3                | 0                | 2                | 1                | 4                | 5                | 2                |
| 1972년                            | 조별리그         | 13위             | 3                | 0                | 1                | 2                | 4                | 6                | 1                |
| 1976년                            | 준결승           | 4위              | 5                | 2                | 1                | 2                | 6                | 6                | 7                |
| 1980년                            | 진출 실패        | 진출 실패        | 진출 실패        | 진출 실패        | 진출 실패        | 진출 실패        | 진출 실패        | 진출 실패        | 진출 실패        |
| 1984년                            | 은메달           | 준우승           | 6                | 4                | 1                | 1                | 9                | 5                | 13               |
| 1988년                            | 은메달           | 준우승           | 6                | 4                | 1                | 1                | 12               | 4                | 13               |
| 23세 이하 대표팀 경기로 규칙 변경 |                  |                  |                  |                  |                  |                  |                  |                  |                  |
| 합계                              | 8회 진출(8/19)   | 은메달(2회)      | 32               | 15               | 7                | 10               | 67               | 40               | 52               |

### 팬아메리칸 게임
| 팬아메리칸 게임 기록              | 팬아메리칸 게임 기록 | 팬아메리칸 게임 기록 | 팬아메리칸 게임 기록 | 팬아메리칸 게임 기록 | 팬아메리칸 게임 기록 | 팬아메리칸 게임 기록 | 팬아메리칸 게임 기록 | 팬아메리칸 게임 기록 | 팬아메리칸 게임 기록 |
| 년도                              | 결과                 | 순위                 | 경기                 | 승                   | 무*                  | 패                   | 득점                 | 실점                 | 승점                 |
| --------------------------------- | -------------------- | -------------------- | -------------------- | -------------------- | -------------------- | -------------------- | -------------------- | -------------------- | -------------------- |
| 1951년                            | 기권                 | 기권                 | 기권                 | 기권                 | 기권                 | 기권                 | 기권                 | 기권                 | 기권                 |
| 1955년                            | 기권                 | 기권                 | 기권                 | 기권                 | 기권                 | 기권                 | 기권                 | 기권                 | 기권                 |
| 1959년                            | 은메달               | 준우승               | 6                    | 4                    | 1                    | 1                    | 27                   | 11                   | 13                   |
| 1963년                            | 금메달               | 우승                 | 4                    | 3                    | 1                    | 0                    | 18                   | 3                    | 10                   |
| 1967년                            | 진출 실패            | 진출 실패            | 진출 실패            | 진출 실패            | 진출 실패            | 진출 실패            | 진출 실패            | 진출 실패            | 진출 실패            |
| 1971년                            | 진출 실패            | 진출 실패            | 진출 실패            | 진출 실패            | 진출 실패            | 진출 실패            | 진출 실패            | 진출 실패            | 진출 실패            |
| 1975년                            | 금메달               | 우승                 | 7                    | 5                    | 2                    | 0                    | 33                   | 2                    | 17                   |
| 1979년                            | 금메달               | 우승                 | 5                    | 5                    | 0                    | 0                    | 14                   | 1                    | 15                   |
| 1983년                            | 동메달               | 3위                  | 3                    | 2                    | 0                    | 1                    | 3                    | 1                    | 6                    |
| 1987년                            | 금메달               | 우승                 | 5                    | 4                    | 1                    | 0                    | 10                   | 2                    | 13                   |
| 1991년                            | 진출 실패            | 진출 실패            | 진출 실패            | 진출 실패            | 진출 실패            | 진출 실패            | 진출 실패            | 진출 실패            | 진출 실패            |
| 1995년                            | 8강                  | 5위                  | 4                    | 2                    | 2                    | 0                    | 5                    | 2                    | 8                    |
| 23세 이하 대표팀 경기로 규칙 변경 |                      |                      |                      |                      |                      |                      |                      |                      |                      |
| 합계                              | 7회 진출(11/12)      | 금메달(4회)          | 34                   | 25                   | 7                    | 2                    | 110                  | 22                   | 82                   |

## 같이 보기
- 브라질 축구 협회
- 브라질 여자 축구 국가대표팀
- 브라질 U-23 축구 국가대표팀
- 펠레의 저주
- 우루과이 대 브라질 (1950년 FIFA 월드컵)
- 브라질 대 독일 (2014년 FIFA 월드컵)
- 베른의 전투
- 로베르토 로하스 스캔들